# Liste der Urban-Taschenbücher
Dies ist eine Liste der Urban-Taschenbücher. Die Urban-Taschenbücher bzw. früher Urban Bücher sind eine deutschsprachige wissenschaftliche Taschenbuchreihe mit dem Schwerpunkt auf den Fächern Geschichte, Psychologie, Pädagogik, Geographie, Theologie und Philosophie. Die Schriftenreihe erscheint seit 1953 im Kohlhammer Verlag in Stuttgart u. a. Ihr erster Herausgeber war der deutsche Historiker Fritz Ernst, Professor für Mittlere und Neuere Geschichte an der Universität Heidelberg.
Die Reihe ist inzwischen auf mehrere hundert Titel angewachsen. Die Reihe wendet sich an ein breiteres, gebildetes Lesepublikum sowie an Studierende. Viele Bände erschienen in mehreren Auflagen.

## Übersicht
(Quelle:)
- 1 Paatz, Walter: Die Kunst der Renaissance in Italien. 1954.
- 2 Löwith, Karl: Weltgeschichte und Heilsgeschehen: Die theologischen Voraussetzungen der Geschichtsphilosophie. 1961, 1979.
- 3 Moscati, Sabatino: Geschichte und Kultur der semitischen Völker: Eine Einführung. 1955.
- 4 Otto, Eberhard: Ägypten: Der Weg des Pharaonenreiches. 1955, 1979.
- 5 Conze, Edward: Der Buddhismus: Wesen und Entwicklung. 1956, 1990.
- 6 Oertel, Robert: Die Frühzeit der italienischen Malerei. 1953.
- 7 Holborn, Hajo: Der Zusammenbruch des europäischen Staatensystems. 1954, 1955.
- 8 Leitermann, Heinz: Deutsche Goldschmiedekunst: Das Goldschmiedehandwerk in der deutschen Kunst- und Kulturgeschichte. 1953.
- 9 Frankfort, Henri (Hrsg.): Frühlicht des Geistes: Wandlungen des Weltbildes im alten Orient. 1954. Spätere Auflagen unter dem Titel Alter Orient - Mythos und Wirklichkeit. 1981.
- 10 Heinemann, Fritz: Existenzphilosophie lebendig oder tot? 1954.
- 11 Wenzl, Aloys: Die philosophischen Grenzfragen der modernen Naturwissenschaft. 1954.
- 12 Mann, Golo: Vom Geist Amerikas: Eine Einführung in amerikanisches Denken und Handeln im zwanzigsten Jahrhundert. 1954, 1955.
- 13 Schmökel, Hartmut: Das Land Sumer: Die Wiederentdeckung der ersten Hochkultur der Menschheit. 1955, 1956, 1974.
- 14 Campenhausen, Hans von: Die griechischen Kirchenväter. 1955, 1956, Griechische Kirchenväter. Spätere Auflagen unter dem Titel Griechische Kirchenväter (Theologie, Religionswissenschaft). 1986, 1993.
- 15 Behn, Friedrich: Ausgrabungen und Ausgräber. 1955.
- 16 Freytag-Löringhoff, Bruno von: Logik 1. Ihr System und ihr Verhältnis zur Logistik. 1955, 1966. Spätere Auflagen unter dem Titel Logik 1. Das System der reinen Logik und ihr Verhältnis zur Logistik. 1972.
- 17 Naumann, Walter: Grillparzer: Das dichterische Werk. [ca. 1955]
- 18 Dempf, Alois: Die Einheit der Wissenschaft. 1955, 1962.
- 19 Bornkamm, Günther: Jesus von Nazareth 1956, 1957, 1960, 1963, 1988.
- 20 Engisch, Karl: Einführung in das juristische Denken. 1956, 1964, 1968, 1977, 1989, 1997.

- 21 Hinterhäuser, Hans: Italien zwischen Schwarz und Rot. 1956.
- 22 Günter Lanczkowski: Heilige Schriften.
- 23 Behn, Friedrich: Aus europäischer Vorzeit: Grabungsergebnisse. 1957.
- 24 Heinemann, Fritz: Jenseits des Existentialismus: Studien zum Gestaltwandel der gegenwärtigen Philosophie. 1957.
- 25 Christoffel, Ulrich: Tizian. 1957.
- 26 Schilling, Werner: Religion und Recht. 1957.
- 27 Heyde, Johannes Erich: Entwertung der Kausalität!? Für und Wider den Positivismus. 1957.
- 28 Findeisen, Hans: Schamanentum: Dargestellt am Beispiel der Besessenheitspriester nordeurasiatischer Völker. 1957.
- 29 Dörries, Hermann: Konstantin der Grosse. 1958.
- 30 Boetticher, Wolfgang: Von Palestrina zu Bach. 1959.
- 31 Mumford, Lewis: Kunst und Technik. 1959.
- 32 Paret, Rudi: Mohammed und der Koran: Geschichte und Verkündigung des arabischen Propheten. 1957, 1991, 2008.
- 33 Brandt, Ahasver von: Werkzeug des Historikers: Eine Einführung in die historischen Hilfswissenschaften. 1958, 1960, 1989, 1992.
- 33 Brandt, Ahasver von; Fuchs, Franz: Geschichte - Politikwissenschaft: Werkzeug des Historikers. Eine Einführung in die Historischen Hilfswissenschaften. 2003, 2007, 2012.
- 34 Holz: Leibniz.
- 35 Hussey, Joan M.: Die Byzantinische Welt. 1958.
- 36 Kesting, Marianne: Das epische Theater: Zur Struktur des modernen Dramas. 1959, 1972, 1978, 1989.
- 37 Ritzel, Wolfgang: Jean-Jacques Rousseau. 1959.
- 38 Werner: Die Entstehung des christlichen Dogmas.
- 39 Nölle, Wilfried; Jaeger, Fritz: Die Indianer Nordamerikas. 1959.
- 40 Bollnow, Otto Friedrich: Existenzphilosophie und Pädagogik: Versuch über unstetige Formen der Erziehung. 1962, 1965, 1984.
- 41 Wiesner, Joseph: Die Thraker: Studien zu einem versunkenen Volk des Balkanraumes. 1963.
- 42 Einem, Herbert von: Michelangelo. 1959.
- 43 Buchwald, Eberhard: Naturschau mit Goethe (nach Vorlesungen an den Universitäten Jena und Freiburg/Breisgau). 1960.
- 44 Barrow: Die Römer.
- 45 Fink, Eugen: Nietzsches Philosophie. 1960, 1986, 1992.
- 46 Andrae, Tor: Islamische Mystik (Theologie, Religionswissenschaft). 1960, 1980.
- 47 Beek, Martinus Adrianus: Geschichte Israels : von Abraham bis Bar Kochba. 1961, 1983.
- 48 Baur, Ernst: Johann Gottfried Herder: Leben und Werk. 1960.
- 49 Roos, Hans: Geschichte der polnischen Nation 1916 - 1960: von der Staatsgründung im Ersten Weltkrieg bis zur Gegenwart. 1961.
- 50 Campenhausen, Hans von: Lateinische Kirchenväter. 1960, 1965, 1986, 1995.

- 51 Vogt, Joseph: Wege zum historischen Universum: Von Ranke bis Toynbee. 1961.
- 52 Wach, Joachim: Vergleichende Religionsforschung. 1962.
- 53 Thalmann, Marianne: Das Märchen und die Moderne: Zum Begriff der Surrealität im Märchen der Romantik. 1961.
- 54 Peters, Richard: Die Geschichte der Türken. 1961.
- 55 Herz, John H.: Weltpolitik im Atomzeitalter. 1961.
- 56 Wiora, Walter: Die vier Weltalter der Musik. 1961.
- 57 Widengren, Geo: Mani und der Manichaeismus. 1961.
- 58 Knilli, Friedrich: Das Hörspiel: Mittel und Möglichkeiten eines totalen Schallspiels. 1961.
- 59 Goetz, Hermann: Geschichte Indiens. 1962.
- 60 Behrendt, Richard Fritz: Der Mensch im Licht der Soziologie: Versuch einer Besinnung auf Dauerndes und Wandelbares im gesellschaftlichen Verhalten. 1963, 1966.
- 61 Hartnack, Justus: Wittgenstein und die moderne Philosophie. 1962.
- 62  Hay, Denys: Geschichte Italiens in der Renaissance. 1962.
- 63 Tillich, Paul: Religionsphilosophie. 1962.
- 64 Nitschke, August: Heilige in dieser Welt: Persönliche Autorität und politische Wirksamkeit. 1962.
- 65 Coulborn, Rushton: Der Ursprung der Hochkulturen. 1962.
- 66 Boeck, Wilhelm: Rembrandt. 1962.
- 67 Carr, Edward Hallett: Was ist Geschichte? 1963, 1981.
- 68 Oosterwal, Gottfried: Die Papua: Von der Kultur eines Naturvolks. 1963.
- 69 Martinet, André: Grundzüge der Allgemeinen Sprachwissenschaft. 1963, 1968, 1970.
- 70 Gradenwitz, Peter: Wege zur Musik der Gegenwart. 1963.
- 71 Chabod, Federico: Der Europagedanke: Von Alexander dem Großen bis Zar Alexander I. 1963.
- 72 Perham, Margery: Bilanz des Kolonialismus. 1963.
- 73 Gabrieli, Francesco: Geschichte der Araber. 1963.
- 74 Wieacker, Franz: Recht und Gesellschaft in der Spätantike. 1964.
- 75 Ernst, Fritz: Die Deutschen und ihre jüngste Geschichte: Beobachtungen und Bemerkungen zum deutschen Schicksal der letzten fünfzig Jahre (1911-1961). 1963, 1970.
- 76 Eichhorn, Werner: Kulturgeschichte Chinas: Eine Einführung. 1964.
- 77 Rud, Einar: Giorgio Vasari - Vater der europäischen Kunstgeschichte. 1964.
- 78 Timm, Albrecht: Kleine Geschichte der Technologie. 1964.
- 79 Schaefer, Albert (Hrsg.): Der Gottesgedanke im Abendland. 1964.
- 80 Fritsch, Vilma: Links und Rechts in Wissenschaft und Leben. 1964.
- 81 Maier, Franz Georg: Cypern: Insel am Kreuzweg der Geschichte. 1964.
- 82 Hinz, Walther: Das Reich Elam. 1964.
- 83 Vermaseren, Maarten J.: Mithras: Geschichte eines Kultes. 1965.
- 84 Schumacher, Joseph: Die Anfänge abendländischer Medizin in der griechischen Antike. 1965.
- 85 Barāmkī, Dīmitrī: Die Phönizier. 1965.
- 86 Mayer, Hans Eberhard: Geschichte der Kreuzzüge. 1965, 1985, 1989.
- 86 Mayer, Hans Eberhard: Geschichte, Kulturgeschichte, Politik: Geschichte der Kreuzzüge. 2005.
- 87 Bausani, Alessandro: Die Perser: Von den Anfängen bis zur Gegenwart. 1965.
- 88 Kuntz, Werner: Die Brücke von Bach zu Wagner. 1965.
- 89 Schwarz, Richard: Humanismus und Humanität in der modernen Welt. 1965.
- 90
- 91
- 92
- 93
- 94 Keilhacker, Martin: Erziehung und Bildung in der Industriegesellschaft. 1967.
- 95 Diesner, Hans-Joachim: Das Vandalenreich: Aufstieg und Untergang. 1966.
- 96 Hoensch, Jörg K.: Geschichte der Tschechoslowakischen Republik: 1918 - 1965. 1966.
- 97 Haller, Heinz: Das Problem der Geldwertstabilität: Eine zugleich in volkswirtschaftliches Denken einführende Untersuchung. 1966, 1971.
- 98 Selg, Herbert: Einführung in die experimentelle Psychologie. 1966, 1975.
- 99 Schrade, Hubert: Einführung in die Kunstgeschichte. 1966.
- 100 Bollnow, Otto Friedrich: Sprache und Erziehung. 1966, 1969.

- 101
- 102 Behn, Friedrich: Die Bronzezeit in Nordeuropa: Bildnis einer prähistorischen Hochkultur. 1967.
- 103 Freytag-Löringhoff, Bruno von: Logik. 2, Definitionstheorie und Methodologie des Kalkülwechsels. 1967.
- 104
- 105 Frey, Gerhard: Die Mathematisierung unserer Welt. 1967.
- 106 Huonder, Quirin: Die Gottesbeweise: Geschichte und Schicksal. 1968.
- 107
- 108 Kramer, Hans: Geschichte Italiens 1. Von der Völkerwanderung bis 1494. 1968.
- 109 Kramer, Hans: Geschichte Italiens 2. Von 1494 bis zur Gegenwart. 1968.
- 110 Querner, Hans: Stammesgeschichte des Menschen. 1968.
- 111 Röhrs, Hermann: Forschungsmethoden in der Erziehungswissenschaft. 1968, 1971.
- 112 Hösch, Edgar: Geschichte der Balkanländer. 1968.
- 113 Bracher, Ulrich: Geschichte Skandinaviens. 1968.
- 114 Kawerau, Peter: Die ökumenische Idee seit der Reformation. 1968.
- 115 Roth, Erwin: Persönlichkeitspsychologie: Eine Einführung. 1969, 1981.
- 116
- 117
- 118 Wilson, Robert McL.: Gnosis und Neues Testament. 1971.
- 119 Bornkamm, Günther: Paulus. 1969, 1993.
- 120
- 121 Selg, Herbert; Bauer, Werner: Forschungsmethoden der Psychologie: Eine Einführung. 1971, 1973.
- 122
- 123 Peursen, Cornelis Anthonie van: Phänomenologie und analytische Philosophie. 1969.
- 124
- 125 Saller, Karl: Rassengeschichte des Menschen. 1969.
- 126 Bollnow, Otto Friedrich: Das Vorverständnis und die Erfahrung des Neuen. 1970.
- 127
- 128 Claude, Dietrich: Geschichte der Westgoten. 1970.
- 129
- 130 Arnold, Wilhelm: Angewandte Psychologie. 1970, 1975.
- 131 Europäische Geistesgeschichte 1. Von Augustin bis Luther. 1970.
- 132 Heer, Friedrich: Europäische Geistesgeschichte 2. Von Erasmus bis Goethe. 1970.
- 133 Frey, Gerhard: Philosophie und Wissenschaft: Eine Methodenlehre. 1970.
- 134 Boehm, Laetitia: Geschichte Burgunds: Politik - Staatsbildungen - Kultur. 1971.
- 135 Hartmann, Hans: Psychologische Diagnostik: Auftrag - Testsituation - Gutachten. 1970.
- 136 Elhardt, Siegfried: Tiefenpsychologie: Eine Einführung. 1988, 1990, 1994, 2011.
- 137
- 138 Levitt, Eugene E.: Die Psychologie der Angst. 1971, 1987.
- 139 Macartney, Carlile A.: Geschichte Ungarns. 1971.
- 140
- 141 Bergius, Rudolf: Psychologie des Lernens: Einführung in die moderne Forschung. 1971.
- 142
- 143
- 144 Roth, Erwin; Oswald, Wolf D.; Daumenlang, Konrad: Intelligenz: Aspekte, Probleme, Perspektiven. 1972, 1980.
- 145 Schmidt, Martin: Pietismus. 1972, 1978.
- 146 List, Gudula: Psycholinguistik: Eine Einführung. 1972, 1973.
- 147 Knoll, Joachim H.: Erwachsenenbildung: Aufgaben, Möglichkeiten, Perspektiven. 1972.
- 148 Riese, Berthold: Geschichte der Maya. 1972.
- 149 Mildenberger, Gerhard: Sozial- und Kulturgeschichte der Germanen: von den Anfängen bis zur Völkerwanderungszeit. 1972.
- 150 Hesse, Hans Albrecht; Manz, Wolfgang: Einführung in die Curriculumforschung. 1972.

- 151 Frank, Helmar; Meyer, Ingeborg: Rechnerkunde: Elemente der digitalen Nachrichtenverarbeitung und ihrer Fachdidaktik. 1972.
- 152
- 153 Brockmeyer, Norbert: Sozialgeschichte der Antike: Ein Abriß. 1974.
- 154 Engels, Odilo: Geschichte, Politikwissenschaft: Die Staufer. 1989, 1993, 1994, 1998, 2005, 2010.
- 155
- 156 Heeschen, Claus Friedrich Eugen: Grundfragen der Linguistik. 1974.
- 157 Hajos, Anton: Wahrnehmungspsychologie: Psychophysik und Wahrnehmungsforschung. 1972.
- 158
- 159
- 160
- 161
- 162
- 163
- 164
- 165
- 166 Silbermann, Alphons; Krüger, Udo Michael: Soziologie der Massenkommunikation. 1973.
- 167 Halder-Sinn, Petra: Verhaltenstherapie. 1985.
- 168 Kupisch, Karl: Kirchengeschichte 1: Von den Anfängen bis zu Karl dem Großen. 1973, 1983.
- 169 Kupisch, Karl: Kirchengeschichte 2: Das christliche Europa: Größe und Verfall des Sacrum Imperium. 1974, 1984.
- 170 Kupisch, Karl: Kirchengeschichte 3: Politik und Konfession: Die Reformation in Deutschland. 1974, 1983.
- 171 Kupisch, Karl: Kirchengeschichte 4: Das Zeitalter der Aufklärung. 1975.
- 172 Kupisch, Karl: Kirchengeschichte 5: Das Zeitalter der Revolutionen und Weltkriege. 1975, 1986.
- 173 Gutknecht, Christoph; Panther, Klaus-Uwe: Generative Linguistik: Ergebnisse moderner Sprachforschung. 1973.
- 174
- 175 Neumann, Sigmund: Die Parteien der Weimarer Republik. 1973.
- 176 Schlieben-Lange, Brigitte: Soziolinguistik: Eine Einführung. 1973, 1991.
- 177 Grieswelle, Detlef: Allgemeine Soziologie: Gegenstand, Grundbegriffe und Methode der Soziologie. 1974.
- 178 Schneider, Boris: Reihe 80: Einführung in die Neuere Geschichte. 1974.
- 179 Dietrich, Rainer; Klein, Wolfgang: Computerlinguistik: Eine Einführung. 1974.
- 180 Tsatsos, Dēmētrēs Th.: Einführung in das Grundgesetz: Grundbegriffe, Grundprobleme. 1976.
- 181 Aschersleben, Karl: Einführung in die Unterrichtsmethodik. 1984, 1991.
- 182 Crystal, David: Einführung in die Linguistik. 1975.
- 183 Bockwoldt, Gerd: Religionspädagogik: Eine Problemgeschichte. 1977.
- 184 Bollnow, Otto Friedrich: Das Doppelgesicht der Wahrheit. 1975.
- 185 Henn-Memmesheimer, Beate: Einführung in die generative Transformationsgrammatik: Einführung in den Regelapparat, die schulorientierte Anwendungsproblematik und die wissenschaftlichen Voraussetzungen. 1974.
- 186 Hoyos, Carl: Arbeitspsychologie. 1974.
- 187
- 188 Im Hof, Ulrich: Geschichte der Schweiz. 1987, 1991, 2001, 2007.
- 189
- 190
- 191
- 192 Philipp, Marthe: Phonologie des Deutschen. 1974.
- 193
- 194 Leontʹev, Aleksej A.: Psycholinguistik und Sprachunterricht. 1974.
- 195 Luhmann, Niklas: Rechtssystem und Rechtsdogmatik. 1974.
- 196 Dubischar, Roland: Vorstudium zur Rechtswissenschaft: Eine Einführung in die juristische Theorie und Methode anhand von Texten. 1974.
- 197
- 198 Schlieben-Lange, Brigitte: Linguistische Pragmatik. 1979.
- 200,1: Lexikon der islamischen Welt 1, A - Grab. 1974.
- 200,2: Lexikon der islamischen Welt 2, Gram - Nom. 1974.
- 200,3: Lexikon der islamischen Welt 3, Nor - Z. 1974.

- 203: Schlangen, Walter: Theorie der Politik: Einführung in Geschichte und Grundprobleme der Politikwissenschaft. 1974.
- 204: Alemann, Ulrich von; Forndran, Erhard: Methodik der Politikwissenschaft: Eine Einführung in Arbeitstechnik und Forschungspraxis. 1974, 2002, 2005.
- 205: Hütter, Joachim: Einführung in die internationale Politik. 1976.
- 206: Günther, Klaus: Innenpolitik: Eine Einführung. 1975.
- 207: Schäfer, Bernd; Six, Bernd: Sozialpsychologie des Vorurteils. 1978.
- 208: Klein, Hans H.: Die Grundrechte im demokratischen Staat: Kritische Bemerkungen zur Auslegung der Grundrechte in der deutschen Staatsrechtslehre der Gegenwart. 1974.
- 209: Guggisberg, Hans R.: Geschichte der USA 1: Entstehung und nationale Konsolidierung. 1975, 1979.
- 210: Guggisberg, Hans R.: Geschichte der USA 2: Die Weltmacht. 1975, 1979.
- 213: Jahnke, Jürgen: Interpersonale Wahrnehmung. 1975.
- 215: Link, Hannelore: Rezeptionsforschung: Eine Einführung in Methoden und Probleme. 1976.
- 217: Scharfschwerdt, Jürgen: Grundprobleme der Literatursoziologie: Ein wissenschaftsgeschichtlicher Überblick. 1977.
- 219: Liebel, Hermann J.; Uslar, Werner von: Forensische Psychologie: Eine Einführung. 1975.
- 220: Buse, Michael J.: Einführung in die politische Verwaltung. 1975.
- 221: Söring, Jürgen: Literaturgeschichte und Theorie: Ein kategorialer Grundriß. 1976.
- 223: Problemgeschichte der neueren Pädagogik 1: Wissenschaft - Schule - Gesellschaft. 1976.
- 224: Problemgeschichte der neueren Pädagogik 2: Die Pädagogik und ihre Nachbardisziplinen. 1976.
- 225: Problemgeschichte der neueren Pädagogik 3: Ausgewählte Grundbegriffe der Pädagogik. 1976.
- 229: Vahsen, Friedhelm G.: Einführung in die Sozialpädagogik: Bildungspolitische und theoretische Ansätze. 1975.
- 230: Bredella, Lothar: Einführung in die Literaturdidaktik. 1976.
- 231: Clausen, Lars: Jugendsoziologie. 1976.
- 232: Herber, Hans-Jörg: Motivationspsychologie: Eine Einführung. 1976.
- 233: Hufnagel, Erwin: Einführung in die Hermeneutik. 1976.
- 234: Pfeiffer, Dietmar K.: Organisationssoziologie: Eine Einführung. 1976.
- 235: Schmidt-Relenberg, Norbert; Luetkens, Christian; Rupp, Klaus-Jürgen: Familiensoziologie: Eine Kritik. 1976.
- 236: Schönpflug, Ute: Psychologie des Erst- und Zweitspracherwerbs: Eine Einführung. 1977.
- 240: Brinker, Klaus: Modelle und Methoden der strukturalistischen Syntax: Eine Einführung. 1977.
- 241: Dux, Günter: Rechtssoziologie: Eine Einführung. 1978.
- 244: Junne, Gerd: Kritisches Studium der Sozialwissenschaften: Eine Einführung in Arbeitstechniken. 1986, 1993.
- 246: Tewes, Uwe; Wildgrube, Klaus; Niethardt, Peter: Psychologie: Lexikon der medizinischen Psychologie. 1977.
- 249: Thurn, Hans Peter: Soziologie der Kultur. 1976.

- 251: Röhrich, Wilfried: Politische Soziologie. 1977.
- 252: Bleidick, Ulrich; Hagemeister, Ursula: Einführung in die Behindertenpädagogik 1: Allgemeine Theorie der Behindertenpädagogik. 1986, 1995, 1998.
- 253: Bleidick, Ulrich: Einführung in die Behindertenpädagogik 2: Blindenpädagogik, Gehörlosenpädagogik, Geistigbehindertenpädagogik, Körperbehindertenpädagogik, Lernbehindertenpädagogik. 1989, 1995, 1998.
- 254: Claußen, W. Hartwig: Einführung in die Behindertenpädagogik 3, Schwerhörigenpädagogik, Sehbehindertenpädagogik, Sprachbehindertenpädagogik, Verhaltensgestörtenpädagogik. 1981, 1992, 1995 [NB Myschker, Norbert 1999].
- 256: Pankoke, Eckart; Nokielski, Hans: Verwaltungssoziologie: Einführung in Probleme öffentlicher Verwaltung. 1977.
- 258: Wallisch-Prinz, Bärbel: Religionssoziologie: Eine Einführung. 1977.
- 259: Wiswede, Günter: Rollentheorie. 1977.
- 260: Wandel, Fritz: Erziehung im Unterricht: Schulpädagogische Anwendungen der Transaktionsanalyse. 1977.
- 262: Lutz, Rainer: Das verhaltensdiagnostische Interview: Eine Anleitung zur Gesprächsführung in Diagnostik, Therapie und Beratung. 1978.
- 263: Schmitz, Klaus: Pädagogik, Erziehungswissenschaft: Allgemeine Didaktik: Eine Einführung. 1977.
- 264: Geschichte der Pädagogik des 20. Jahrhunderts 1. 1978.
- 265: Geschichte der Pädagogik des 20. Jahrhunderts 2. 1978.
- 266
- 267
- 268
- 269: Blaß, Josef Leonhard: Modelle pädagogischer Theoriebildung 1: Von Kant bis Marx. 1978.
- 270: Blaß, Josef Leonhard: Modelle pädagogischer Theoriebildung 2: Pädagogik zwischen Ideologie und Wissenschaft. 1978.
- 274: Henseler, Edmund: Studienhandbuch Betriebswirtschaftslehre: Unternehmensanalyse - Grundlagen der Beurteilung von Unternehmen. 1979.
- 276: Horst, Klaus W. ter: Studienhandbuch Betriebswirtschaftslehre: Investitionsplanung. 1980.
- 279: Hoffmann, Dietrich: Erziehungswissenschaft. Eine Einführung. 1978.
- 280: Koch, Klaus: Die Profeten 1. Assyrische Zeit. 1987.
- 281: Koch, Klaus: Die Profeten 2. Babylonisch-persische Zeit. 1988.
- 282: Aurin, Kurt: Sekundarschulwesen: Strukturen, Entwicklungen und Probleme. 1978.
- 284: Theologen des Protestantismus im 19. und 20. Jahrhundert 1. 1978.
- 285: Theologen des Protestantismus im 19. und 20. Jahrhundert 2. 1978.
- 288: Henecka, Hans Peter; Wöhler, Karlheinz: Schulsoziologie: Eine Einführung in Funktionen, Strukturen und Prozesse schulischer Erziehung. 1978.
- 292: Wimmer, Heinz; Perner, Josef: Kognitionspsychologie: Eine Einführung. 1979.
- 293: Florin, Irmela ; Haag, Gunther: Entspannung, Desensibilisierung: Leitfaden für die Praxis. 1978.
- 294: Hahn, Alois; Schubert, Hans-Achim; Siewert, Hans-Jörg: Gemeindesoziologie: Eine Einführung. 1979.
- 296: Bergenholtz, Henning; Mugdan, Joachim: Einführung in die Morphologie. 1979.
- 297: Braun, Peter: Tendenzen in der deutschen Gegenwartssprache: Sprachvarietäten. 1987, 1993, 1998.
- 298: Dipper, Christof: Die Bauernbefreiung in Deutschland: 1790 - 1850. 1980.
- 299: Zimmermann, Hans Dieter: Trivialliteratur? Schema-Literatur! Entstehung, Formen, Bewertung. 1982.

- Weiß, Wolfgang

303: Das Studium der englischen Literatur : eine Einführung
Stuttgart [u. a.] : Kohlhammer, 1979
- Aschersleben, Karl; Hohmann, Manfred [Autor]

304: Handlexikon der Schulpädagogik
Stuttgart [u. a.] : Kohlhammer, 1979
- Herde, Peter

305: Karl I. von Anjou
Stuttgart [u. a.] : Kohlhammer, 1979
- Bartling, Gisela; Echelmeyer, Liz [Autorin]; Engberding, Margarita [Autorin]

307: Problemanalyse im psychotherapeutischen Prozess : Leitfaden für die Praxis
Stuttgart : Kohlhammer, 2008
- Bartling, Gisela; Echelmeyer, Liz [Autorin]; Engberding, Margarita [Autorin]

307: Problemanalyse im therapeutischen Prozeß : Leitfaden für die Praxis
Stuttgart [u. a.] : Kohlhammer, 1998
- Bartling, Gisela

307: Problemanalyse im therapeutischen Prozeß : Leitfaden für die Praxis
Stuttgart [u. a.] : Kohlhammer, 1992
- Otto, Eckart

308: Jerusalem, die Geschichte der Heiligen Stadt : von den Anfängen bis zur Kreuzfahrerzeit
Stuttgart [u. a.] : Kohlhammer, 1980
- Küppers, Waltraut

309: Psychologie des Deutschunterrichts : Spracherwerb, sprachl. Ausdruck, Verständnis für literar. Texte
Stuttgart [u. a.] : Kohlhammer, 1980
- Baumann, Jürgen

310 : Grundbegriffe des Rechts: Grundbegriffe und Verfahrensprinzipien des Strafprozessrechts : eine Einführung an Hand von Fällen
Stuttgart [u. a.] : Kohlhammer, 1979
- Baumann, Jürgen

311 : Grundbegriffe des Rechts: Grundbegriffe und System des Strafrechts : eine Einführung in die Systematik an Hand von Fällen
Stuttgart [u. a.] : Kohlhammer, 1979
- Baumann, Jürgen

312: Grundbegriffe und Verfahrensprinzipien des Zivilprozessrechts : eine Einführung an Hand von Fällen
Stuttgart [u. a.] : Kohlhammer, 1979
- Baur, Fritz; Wolf, Manfred [Autor]

313: Grundbegriffe des Rechts der freiwilligen Gerichtsbarkeit : eine Einführung an Hand von Fällen
Stuttgart [u. a.] : Kohlhammer, 1980
- Sowinski, Bernhard

325: Textlinguistik : eine Einführung
Stuttgart [u. a.] : Kohlhammer, 1983
- Reinalter, Helmut

326: Der Jakobinismus in Mitteleuropa : eine Einführung
Stuttgart [u. a.] : Kohlhammer, 1981
- Hartig, Matthias

327: Sprache und sozialer Wandel
Stuttgart ; Berlin ; Köln ; Mainz : Kohlhammer, 1981
- Link, Werner

329: Der Ost-West-Konflikt : die Organisation der internationalen Beziehungen im 20. Jahrhundert
Stuttgart [u. a.] : Kohlhammer, 1988
- Link, Werner

329: Der Ost-West-Konflikt : die Organisation der internationalen Beziehungen im 20. Jahrhundert
Stuttgart ; Berlin ; Köln ; Mainz : Kohlhammer, 1980
- Shell, Kurt L.

330: Liberal-demokratische Systeme : eine politisch-soziologische Analyse
Stuttgart [u. a.] : Kohlhammer, 1981
- Sandvoss, Ernst

332 : Philosophie: Aristoteles
Stuttgart [u. a.] : Kohlhammer, 1981
- Jäschke, Kurt-Ulrich

334: Die Anglonormannen
Stuttgart [u. a.] : Kohlhammer, 1981
- Blumenthal, Uta-Renate

335: Der Investiturstreit
Stuttgart ; Berlin ; Köln ; Mainz : Kohlhammer, 1982
- Schneemelcher, Wilhelm

336: Das Urchristentum
Stuttgart [u. a.] : Kohlhammer, 1981
- Mertens, Wolfgang

337 : Psychologie: Psychoanalyse : Grundlagen, Behandlungstechnik und angewandte Psychoanalyse
Stuttgart : Kohlhammer, 2005
- Mertens, Wolfgang

337: Psychoanalyse
Stuttgart ; Berlin ; Köln : Kohlhammer, 1992
- Jarnut, Jörg

339: Geschichte der Langobarden
Stuttgart ; Berlin ; Köln ; Mainz : Kohlhammer, 1982
- 340: Psychotherapeutische Verfahren. 1, Tiefenpsychologische Therapie

Stuttgart : Kohlhammer, 1994
- Revenstorf, Dirk

340 : Psychologie: Psychotherapeutische Verfahren. 1, Tiefenpsychologische Therapie
Stuttgart : Kohlhammer, 1982
- 341 : Psychologie: Psychotherapeutische Verfahren. 2, Verhaltenstherapie

Stuttgart : Kohlhammer, 1996
- Revenstorf, Dirk

341 : Psychologie: Psychotherapeutische Verfahren. 2, Verhaltenstherapie
Stuttgart : Kohlhammer, 1989
- Revenstorf, Dirk

342 : Psychologie: Psychotherapeutische Verfahren. 3, Humanistische Therapien
Stuttgart ; Berlin ; Köln : Kohlhammer, 1993
- Revenstorf, Dirk

342 : Psychologie: Psychotherapeutische Verfahren. 3, Humanistische Therapien
Stuttgart : Kohlhammer, 1983
- Revenstorf, Dirk

343 : Psychologie: Psychotherapeutische Verfahren. 4, Gruppen-, Paar- und Familientherapie
Stuttgart : Kohlhammer, 1993
- Revenstorf, Dirk

343 : Psychologie: Psychotherapeutische Verfahren. 4, Gruppen-, Paar- und Familientherapie
Stuttgart : Kohlhammer, 1985
- Baumgart, Winfried

344: Deutschland im Zeitalter des Imperialismus 1890 - 1914 : Grundkräfte, Thesen und Strukturen
Stuttgart [u. a.] : Kohlhammer, 1986
- Haeffner, Gerd

345: Philosophische Anthropologie
Stuttgart : Kohlhammer, 2005
- Haeffner, Gerd

345: Philosophische Anthropologie
Stuttgart ; Berlin ; Köln : Kohlhammer, 2000
- Haeffner, Gerd

345: Philosophische Anthropologie
Stuttgart [u. a.] : Kohlhammer, 1989
- Schöndorf, Harald [Autor]

346: Erkenntnistheorie
Stuttgart : Verlag W. Kohlhammer, 2014
- Schöndorf, Harald

346: Erkenntnistheorie
Stuttgart : Kohlhammer, 2014
- Keller, Albert

346: Grundkurs Philosophie. Bd. 2, Allgemeine Erkenntnistheorie / Albert Keller
Stuttgart : Kohlhammer, 2006
- Keller, Albert

346: Allgemeine Erkenntnistheorie
Stuttgart [u. a.] : Kohlhammer, 1990
- Weissmahr, Béla

347: Ontologie
Stuttgart ; Berlin ; Köln : Kohlhammer, 1991
- Weissmahr, Béla

347: Ontologie
Stuttgart [u. a.] : Kohlhammer, 1985
- Ricken, Friedo

348: Allgemeine Ethik
Stuttgart : Kohlhammer, 2013
- Ricken, Friedo

348: Allgemeine Ethik
Stuttgart ; Berlin ; Köln : Kohlhammer, 1998
- Ricken, Friedo

348: Allgemeine Ethik
Stuttgart ; Berlin ; Köln : Kohlhammer, 1989
- Schmidt, Josef

349: Philosophische Theologie
Stuttgart : Kohlhammer, 2003
- Weissmahr, Béla

349: Philosophische Gotteslehre
Stuttgart ; Berlin ; Köln : Kohlhammer, 1994
- Weissmahr, Béla

349: Philosophische Gotteslehre
Stuttgart ; Berlin ; Köln ; Mainz : Kohlhammer, 1983
- Ricken, Friedo

350: Philosophie der Antike
Stuttgart : Kohlhammer, 2007
- Ricken, Friedo

350: Philosophie der Antike
Stuttgart [u. a.] : Kohlhammer, 2000
- Ricken, Friedo

350: Philosophie der Antike
Stuttgart [u. a.] : Kohlhammer, 1993
- Ricken, Friedo

350: Philosophie der Antike
Stuttgart [u. a.] : Kohlhammer, 1988
- Heinzmann, Richard

351: Philosophie des Mittelalters
Stuttgart ; Berlin ; Köln : Kohlhammer, 2008
- Heinzmann, Richard

351: Philosophie des Mittelalters
Stuttgart ; Berlin ; Köln : Kohlhammer, 1998
- Heinzmann, Richard

351: Philosophie des Mittelalters
Stuttgart [u. a.] : Kohlhammer, 1992
- Coreth, Emerich; Schöndorf, Harald [Autor]

352: Philosophie des 17. und 18. Jahrhunderts
Stuttgart : Kohlhammer, 2008
- Coreth, Emerich; Schöndorf, Harald [Autor]

352: Philosophie des 17. und 18. Jahrhunderts
Stuttgart ; Berlin ; Köln : Kohlhammer, 2000
- Coreth, Emerich; Schöndorf, Harald [Autor]

352: Philosophie des 17. und 18. Jahrhunderts
Stuttgart [u. a.] : Kohlhammer, 1990
- Coreth, Emerich; Schöndorf, Harald [Autor]

352: Philosophie des 17. und 18. Jahrhunderts
Stuttgart [u. a.] : Kohlhammer, 1983
- Kuhn, Heinrich C.

352,1: Philosophie der Renaissance
Stuttgart : Kohlhammer, 2014
- Coreth, Emerich; Ehlen, Peter; Schmidt, Josef

353: Philosophie des 19. Jahrhunderts
Stuttgart : Kohlhammer, 2008
- Coreth, Emerich; Ehlen, Peter; Schmidt, Josef

353: Philosophie des 19. Jahrhunderts
Stuttgart [u. a.] : Kohlhammer, 1989
- Ehlen, Peter; Haeffner, Gerd [Autor]; Ricken, Friedo [Autor]

354: Philosophie des 20. Jahrhunderts
Stuttgart : Kohlhammer, 2010
- Coreth, Emerich

354: Philosophie des 20. Jahrhunderts
Stuttgart ; Berlin ; Köln : Kohlhammer, 1993
- Coreth, Emerich [Mitarbeiter]

354: Philosophie des 20. Jahrhunderts
Stuttgart [u. a.] : Kohlhammer, 1986
- Sandvoss, Ernst

356 : Philosophie: Immanuel Kant : Leben, Werk, Wirkung
Stuttgart [u. a.] : Kohlhammer, 1983
- Heyer, Friedrich

357: Kirchengeschichte des Heiligen Landes
Stuttgart [u. a.] : Kohlhammer, 1984
- Oswald, Wolf D.; Fleischmann, Ulrich M. [Autor]

358 : Psychologie: Gerontopsychologie : Psychologie des alten Menschen
Stuttgart ; Berlin ; Köln ; Mainz : Kohlhammer, 1983
- Sigal, Phillip

359: Judentum
Stuttgart [u. a.] : Kohlhammer, 1986
- Hillgruber, Andreas

360: Deutsche Geschichte 1945 - 1986 : die "deutsche Frage" in der Weltpolitik
Stuttgart [u. a.] : Kohlhammer, 1989
- Reich, Gerhard E.; Schiess, Gertrud [Autorin]

361: Praxisbezogene Einfuehrung in die Erziehungswissenschaft
Stuttgart [u. a.] : Kohlhammer, 1984
- Mogel, Hans

362: Oekopsychologie : eine Einführung
Stuttgart [u. a.] : Kohlhammer, 1984
- 363: Denkpsychologie. 1, Geschichte, Begriffs- und Problemlöseforschung, Intelligenz

Stuttgart : Kohlhammer, 1984
- Hussy, Walter

364: Denkpsychologie. 2, Schlußfolgern, Urteilen, Kreativität, Sprache, Entwicklung, Aufmerksamkeit
Stuttgart : Kohlhammer, 1986
- Elsenhans, Hartmut

365 : Politik: Nord-Süd-Beziehungen : Geschichte - Politik - Wirtschaft
Stuttgart [u. a.] : Kohlhammer, 1987
- Assmann, Jan

366: Ägypten : Theologie und Frömmigkeit einer frühen Hochkultur
Stuttgart ; Berlin ; Köln : Kohlhammer, 1991
- Köhler, Thomas

367: Psychosomatische Krankheiten : eine Einführung in die allgemeine und spezielle psychosomatische Medizin
Stuttgart [u. a.] : Kohlhammer, 1995
- Köhler, Thomas

367: Psychosomatische Krankheiten : e. Einführung in d. allgemeine und spezielle psychosomatische Medizin
Stuttgart [u. a.] : Kohlhammer, 1989
- Buggle, Franz

368: Die Entwicklungspsychologie Jean Piagets
Stuttgart [u. a.] : Kohlhammer, 1993
- Buggle, Franz

368: Die Entwicklungspsychologie Jean Piagets
Stuttgart [u. a.] : Kohlhammer, 1985
- Wirth, Gerhard

369: Philipp II.
Stuttgart [u. a.] : Kohlhammer, 1985
- Will, Wolfgang

370 : Geschichte, Kulturgeschichte: Alexander der Große
Stuttgart [u. a.] : Kohlhammer, 1986
- Schulze, Hans K. ; Schulze, Hans K.

371: Grundstrukturen der Verfassung im Mittelalter. 1, Stammesverband, Gefolgschaft, Lehnswesen, Grundherrschaft
Stuttgart ; Berlin ; Köln ; Mainz : Kohlhammer, 2004
- Schulze, Hans K. ; Schulze, Hans K.

371: Grundstrukturen der Verfassung im Mittelalter. 1, Stammesverband, Gefolgschaft, Lehnswesen, Grundherrschaft
Stuttgart ; Berlin ; Köln ; Mainz : Kohlhammer, 1995
- Schulze, Hans K.

371: Grundstrukturen der Verfassung im Mittelalter. 1, Stammesverband, Gefolgschaft, Lehnswesen, Grundherrschaft
Stuttgart ; Berlin ; Köln ; Mainz : Kohlhammer, 1990
- Schulze, Hans K.

371: Grundstrukturen der Verfassung im Mittelalter. 1, Stammesverband, Gefolgschaft, Lehnswesen, Grundherrschaft
Stuttgart ; Berlin ; Köln ; Mainz : Kohlhammer, 1985
- Schulze, Hans K.

372: Grundstrukturen der Verfassung im Mittelalter. 2, Familie, Sippe und Geschlecht, Haus und Hof, Dorf und Mark, Burg, Pfalz und Königshof, Stadt
Stuttgart ; Berlin ; Köln ; Mainz : Kohlhammer, 2000
- Schulze, Hans K.

372: Grundstrukturen der Verfassung im Mittelalter. 2, Familie, Sippe und Geschlecht, Haus und Hof, Dorf und Mark, Burg, Pfalz und Königshof, Stadt
Stuttgart ; Berlin ; Köln ; Mainz : Kohlhammer, 1992
- Schulze, Hans K.

372: Grundstrukturen der Verfassung im Mittelalter. 2, Familie, Sippe und Geschlecht, Haus und Hof, Dorf und Mark, Burg, Pfalz und Königshof, Stadt
Stuttgart ; Berlin ; Köln ; Mainz : Kohlhammer, 1986
- Alterhoff, Gernot [Mitarbeiter]

373: Psychologie : ein Grundkurs mit Arbeitshilfen
Stuttgart [u. a.] : Kohlhammer, 1985
- Mols, Manfred

374: Demokratie in Lateinamerika
Stuttgart [u. a.] : Kohlhammer, 1985
- Elliger, Winfried

375: Ephesos : Geschichte einer antiken Weltstadt
Stuttgart ; Berlin ; Köln ; Mainz : Kohlhammer, 1985
- Pfingsten, Ulrich

376: Klinische Psychologie : ein Grundriß
Stuttgart [u. a.] : Kohlhammer, 1985
- Antes, Peter

378: Christentum : eine Einführung
Stuttgart [u. a.] : Kohlhammer, 1985
- Klein, Gerhard

379 : Pädagogik / Erziehungswissenschaft: Lernbehinderte Kinder und Jugendliche : Lebenslauf und Erziehung
Stuttgart [u. a.] : Kohlhammer, 1985
- Schmalt, Heinz-Dieter

380: Motivationspsychologie
Stuttgart [u. a.] : Kohlhammer, 1986
- Grebing, Helga

381: Der "deutsche Sonderweg" in Europa 1806 - 1945 : eine Kritik
Stuttgart [u. a.] : Kohlhammer, 1986
- Seybold, Klaus

382: Die Psalmen : eine Einführung
Stuttgart [u. a.] : Kohlhammer, 1991
- Preuß, Horst Dietrich

383: Einführung in die alttestamentliche Weisheitsliteratur
Stuttgart [u. a.] : Kohlhammer, 1987
- Beumann, Helmut

384: Die Ottonen
Stuttgart ; Berlin ; Köln : Kohlhammer, 2000
- Beumann, Helmut

384: Die Ottonen
Stuttgart [u. a.] : Kohlhammer, 1991
- Beumann, Helmut

384: Die Ottonen
Stuttgart [u. a.] : Kohlhammer, 1987
- Breuer, Stefan

385: Imperien der alten Welt
Stuttgart [u. a.] : Kohlhammer, 1987
- Eberhard, Kurt

386: Einführung in die Erkenntnis- und Wissenschaftstheorie : Geschichte und Praxis der konkurrierenden Erkenntniswege
Stuttgart [u. a.] : Kohlhammer, 1999
- Eberhard, Kurt

386: Einführung in die Erkenntnis- und Wissenschaftstheorie : Geschichte und Praxis der konkurrierenden Erkenntniswege
Stuttgart [u. a.] : Kohlhammer, 1987
- Boshof, Egon

387 : Geschichte, Kulturgeschichte, Politik: Die Salier
Stuttgart : Kohlhammer, 2008
- Boshof, Egon

387 : Geschichte/Kulturgeschichte: Die Salier
Stuttgart ; Berlin ; Köln : Kohlhammer, 2000
- Boshof, Egon

387 : Geschichte/Kulturgeschichte: Die Salier
Stuttgart ; Berlin ; Köln : Kohlhammer, 1995
- Boshof, Egon

387 : Geschichte/Kulturgeschichte: Die Salier
Stuttgart [u. a.] : Kohlhammer, 1992
- Boshof, Egon

387 : Geschichte/Kulturgeschichte: Die Salier
Stuttgart [u. a.] : Kohlhammer, 1987
- Treml, Alfred K.

389: Einführung in die allgemeine Pädagogik
Stuttgart ; Berlin ; Köln ; Mainz : Kohlhammer, 1987
- Greschat, Hans-Jürgen

390 : Theologie / Religionswissenschaft: Was ist Religionswissenschaft?
Stuttgart [u. a.] : Kohlhammer, 1988
- Ewig, Eugen ; Nonn, Ulrich

392: Die Merowinger und das Frankenreich
Stuttgart : Kohlhammer, 2012
- Ewig, Eugen ; Nonn, Ulrich

392 : Geschichte, Kulturgeschichte, Politik: Die Merowinger und das Frankenreich
Stuttgart : Kohlhammer, 2006
- Ewig, Eugen

392: Die Merowinger und das Frankenreich
Stuttgart ; Berlin ; Köln : Kohlhammer, 2001
- Ewig, Eugen

392: Die Merowinger und das Frankenreich
Stuttgart [u. a.] : Kohlhammer, 1993
- Ewig, Eugen

392: Die Merowinger und das Frankenreich
Stuttgart [u. a.] : Kohlhammer, 1988
- Niclauß, Karlheinz

393: Kanzlerdemokratie : Bonner Regierungspraxis von Konrad Adenauer bis Helmut Kohl
Stuttgart [u. a.] : Kohlhammer, 1988
- Schmidtchen, Stefan

394 : Psychologie: Kinderpsychotherapie : Grundlagen, Ziele, Methoden
Stuttgart [u. a.] : Kohlhammer, 1989
- Watzka, Heinrich

395: Sprachphilosophie
Stuttgart : Kohlhammer, 2014
- Runggaldier, Edmund

395: Analytische Sprachphilosophie
Stuttgart ; Berlin ; Köln : Kohlhammer, 1990
- Mutschler, Hans-Dieter

396: Naturphilosophie
Stuttgart : Kohlhammer, 2002
- Ricken, Friedo

397: Sozialethik
Stuttgart : Kohlhammer, 2014
- Kerber, Walter

397: Sozialethik
Stuttgart ; Berlin ; Köln : Kohlhammer, 1998
- Brieskorn, Norbert

398: Rechtsphilosophie
Stuttgart ; Berlin ; Köln : Kohlhammer, 1990
- Angehrn, Emil

399: Geschichtsphilosophie
Stuttgart [u. a.] : Kohlhammer, 1991
- Pöltner, Günther

400: Philosophische Ästhetik
Stuttgart : Kohlhammer, 2008
- Ricken, Friedo

401: Religionsphilosophie
Stuttgart : Kohlhammer, 2003
- Löffler, Winfried

402: Einführung in die Logik
Stuttgart : Kohlhammer, 2008
- Brieskorn, Norbert

403: Sozialphilosophie : eine Philosophie des gesellschaftlichen Lebens
Stuttgart : Kohlhammer, 2009
- Schenke, Ludger

405: Das Markusevangelium
Stuttgart [u. a.] : Kohlhammer, 1988
- Hoensch, Jörg K.

407: Die Luxemburger : eine spätmittelalterliche Dynastie gesamteuropäischer Bedeutung 1308 - 1437
Stuttgart ; Berlin ; Köln : Kohlhammer, 2000
- Friedland, Klaus

409: Die Hanse
Stuttgart [u. a.] : Kohlhammer, 1991
- Otto, Stephan

410: Giambattista Vico : Grundzüge seiner Philosophie
Stuttgart [u. a.] : Kohlhammer, 1989
- Schieffer, Rudolf

411: Die Karolinger
Stuttgart : Kohlhammer, 2014
- Schieffer, Rudolf

411: Die Karolinger
Stuttgart ; Berlin ; Köln : Kohlhammer, 2006
- Schieffer, Rudolf

411: Die Karolinger
Stuttgart [u. a.] : Kohlhammer, 2000
- Schieffer, Rudolf

411: Die Karolinger
Stuttgart [u. a.] : Kohlhammer, 1992
- Elliger, Winfried

412: Karthago : Stadt der Punier, Römer, Christen
Stuttgart ; Berlin ; Köln : Kohlhammer, 1990
- Mertens, Wolfgang

413: Einführung in die psychoanalytische Therapie. 1
Stuttgart : Kohlhammer, 2000
- 413: Einführung in die psychoanalytische Therapie. 1

Stuttgart : Kohlhammer, 1992
- Mertens, Wolfgang

413: Einführung in die psychoanalytische Therapie. 1
Stuttgart : Kohlhammer, 1990
- Mertens, Wolfgang

414: Einführung in die psychoanalytische Therapie. 2
Stuttgart : Kohlhammer, 1990
- Mertens, Wolfgang

415: Einführung in die psychoanalytische Therapie. 3
Stuttgart : Kohlhammer, 1991
- Seybold, Klaus

416: Der Prophet Jeremia : Leben und Werk
Stuttgart [u. a.] : Kohlhammer, 1993
- Duchhardt, Heinz

417: Deutsche Verfassungsgeschichte 1495 - 1806
Stuttgart ; Berlin ; Köln : Kohlhammer, 1991
- Bierhoff, Hans-Werner

418: Psychologie prosozialen Verhaltens : warum wir anderen helfen
Stuttgart : Kohlhammer, 2010
- Bierhoff, Hans-Werner

418: Psychologie hilfreichen Verhaltens
Stuttgart [u. a.] : Kohlhammer, 1990
- 419
- Mielke, Rosemarie

420: Psychologie des Lernens : eine Einführung
Stuttgart ; Berlin ; Köln : Kohlhammer, 2001
- Schmidt, Werner H. [Mitarbeiter]; Thiel, Winfried [Mitarbeiter]; Hanhart, Robert [Mitarbeiter]

421: Altes Testament
Stuttgart [u. a.] : Kohlhammer, 1989
- Strecker, Georg [Mitarbeiter]; Maier, Johann [Mitarbeiter]

422: Neues Testament, antikes Judentum
Stuttgart [u. a.] : Kohlhammer, 1989
- Bienert, Wolfgang A.; Koch, Guntram [Autor]

423: Grundkurs Theologie. 3, Kirchengeschichte I - Christliche Archäologie / Wolfgang A. Bienert; Guntram Koch
Stuttgart, Berlin, Köln : Kohlhammer, 1989
- Greschat, Martin ; Greschat, Martin

424: Christentumsgeschichte. 2, Von der Reformation bis zur Gegenwart
Stuttgart : Kohlhammer, 1997
- Bienert, Wolfgang A.

425,1: Dogmengeschichte
Stuttgart ; Berlin ; Köln : Kohlhammer, 1997
- Frieling, Reinhard; Geldbach, Erich; Thöle, Reinhard

425,2: Konfessionskunde : Orientierung im Zeichen der Ökumene
Stuttgart [u. a.] : Kohlhammer, 1999
- Fischer, Hermann

426: Systematische Theologie : Konzeptionen und Probleme im 20. Jahrhundert
Stuttgart [u. a.] : Kohlhammer, 1992
- Kreß, Hartmut; Daiber, Karl-Fritz

427: Theologische Ethik, Pastoralsoziologie
Stuttgart : Kohlhammer, 1996
- Bloth, Peter C.

428: Praktische Theologie
Stuttgart ; Berlin ; Köln : Kohlhammer, 1994
- Blühm, Reimund

429: Kirchliche Handlungsfelder : Gemeindepädagogik, Pastoralpsychologie, Liturgik, Kirchenmusik, Kirchenbau und kirchliche Kunst der Gegenwart
Stuttgart ; Berlin ; Köln : Kohlhammer, 1993
- Campenhausen, Axel; Wießner, Gernot

430,1: Kirchenrecht - Religionswissenschaft
Stuttgart [u. a.] : Kohlhammer, 1994
- Ritschl, Dietrich; Ustorf, Werner

430,2: Ökumenische Theologie - Missionswissenschaft
Stuttgart [u. a.] : Kohlhammer, 1994
- Klimkeit, Hans-Joachim

438: Der Buddha : Leben und Lehre
Stuttgart [u. a.] : Kohlhammer, 1990
- Becker, Ulrich [Herausgeber]; Johannsen, Friedrich; Noormann, Harry

439: Neutestamentliches Arbeitsbuch für Religionspädagogen
Stuttgart ; Berlin ; Köln : Kohlhammer, 1997
- Becker, Ulrich; Johannsen, Friedrich; Noormann, Harry

439: Neutestamentliches Arbeitsbuch für Religionspädagogen
Stuttgart ; Berlin ; Köln : Kohlhammer, 1993
- Gerspach, Manfred

440: Einführung in pädagogisches Denken und Handeln
Stuttgart ; Berlin ; Köln : Kohlhammer, 2000
- Treml, Alfred K.

441: Allgemeine Pädagogik : Grundlagen, Handlungsfelder und Perspektiven der Erziehung
Stuttgart ; Berlin ; Köln : Kohlhammer, 2000
- Hollegger, Manfred

442: Maximilian I. : (1459 - 1519); Herrscher und Mensch einer Zeitenwende
Stuttgart : Kohlhammer, 2005
- Schmidt, Heinz

443: Leitfaden Religionspädagogik
Stuttgart ; Berlin ; Köln : Kohlhammer, 1991
- Dassmann, Ernst

444: Die Anfänge der Kirche in Deutschland : von der Spätantike bis zur frühfränkischen Zeit
Stuttgart ; Berlin ; Köln : Kohlhammer, 1993
- Schenke, Ludger

446: Das Johannesevangelium : Einführung - Text - dramatische Gestalt
Stuttgart [u. a.] : Kohlhammer, 1992
- Heinzmann, Richard

447: Thomas von Aquin : eine Einführung in sein Denken; mit ausgewählten lateinisch-deutschen Texten
Stuttgart [u. a.] : Kohlhammer, 1994
- Will, Wolfgang

448: Julius Caesar : eine Bilanz
Stuttgart [u. a.] : Kohlhammer, 1992
- Pöltner, Günther

449: Evolutionäre Vernunft : eine Auseinandersetzung mit der evolutionären Erkenntnistheorie
Stuttgart [u. a.] : Kohlhammer, 1993
- Botzenhart, Manfred

450: Deutsche Verfassungsgeschichte 1806 - 1949
Stuttgart ; Berlin ; Köln : Kohlhammer, 1993
- Gerhards, Albert [Herausgeber]

451: Die koptische Kirche : Einführung in das ägyptische Christentum
Stuttgart : Kohlhammer, 1994
- Krieger, Karl-Friedrich

452: Die Habsburger im Mittelalter : von Rudolf I. bis Friedrich III.
Stuttgart : Kohlhammer, 2004
- Krieger, Karl-Friedrich

452: Die Habsburger im Mittelalter : von Rudolf I. bis Friedrich III.
Stuttgart [u. a.] : Kohlhammer, 1994
- Koch, Guntram

453: Frühchristliche Kunst : eine Einführung
Stuttgart ; Berlin ; Köln : Kohlhammer, 1995
- Erbe, Michael

454 : Geschichte/Kulturgeschichte: Die Habsburger 1493 - 1918 : eine Dynastie im Reich und in Europa
Stuttgart ; Berlin ; Köln : Kohlhammer, 2000
- Löning, Karl

455: Das Geschichtswerk des Lukas. 1, Israels Hoffnung und Gottes Geheimnisse
Stuttgart ; Berlin ; Köln : Kohlhammer, 1997
- Löning, Karl

456: Das Geschichtswerk des Lukas. Band 2, Der Weg Jesu / Karl Löning
Stuttgart : Kohlhammer, 2006
- Bremer, Dieter

458: Philosophen der Antike. 1, Mit Beitr. von Dieter Bremer ..
Stuttgart ; Berlin ; Köln : Kohlhammer, 1996
- Bonelli, Guido

459: Philosophen der Antike. 2, Mit Beitr. von Guido Bonelli ..
Stuttgart ; Berlin ; Köln : Kohlhammer, 1996
- Goez, Werner; Goez, Elke [Bearbeiterin]

462 : Geschichte, Kulturgeschichte, Politik: Kirchenreform und Investiturstreit : 910 - 1122
Stuttgart : Kohlhammer, 2008
- Goez, Werner

462: Kirchenreform und Investiturstreit : 910 - 1122
Stuttgart ; Berlin ; Köln : Kohlhammer, 2000
- Schulze, Hans K.

463: Grundstrukturen der Verfassung im Mittelalter. 3, Kaiser und Reich
Stuttgart ; Berlin ; Köln ; Mainz : Kohlhammer, 1998
- Schulze, Hans K.

464: Grundstrukturen der Verfassung im Mittelalter. 4, Das Königtum
Stuttgart : Kohlhammer, 2011
- Schneidmüller, Bernd

465: Die Welfen : Herrschaft und Erinnerung (819 - 1252)
Stuttgart ; Berlin ; Köln : Kohlhammer, 2000
- Wilken, Beate

466: Methoden der kognitiven Umstrukturierung : ein Leitfaden für die psychotherapeutische Praxis
Stuttgart : Kohlhammer, 2013
- Wilken, Beate

466: Methoden der kognitiven Umstrukturierung : ein Leitfaden für die psychotherapeutische Praxis
Stuttgart [u. a.] : Kohlhammer, 2010
- Wilken, Beate

466: Methoden der kognitiven Umstrukturierung : ein Leitfaden für die psychotherapeutische Praxis
Stuttgart [u. a.] : Kohlhammer, 2008
- Wilken, Beate

466: Methoden der kognitiven Umstrukturierung : ein Leitfaden für die psychotherapeutische Praxis
Stuttgart [u. a.] : Kohlhammer, 2006
- Wilken, Beate

466: Methoden der kognitiven Umstrukturierung : ein Leitfaden für die psychotherapeutische Praxis
Stuttgart ; Berlin ; Köln : Kohlhammer, 1998
- Wirth, Gerhard

467: Attila : das Hunnenreich und Europa
Stuttgart ; Berlin ; Köln : Kohlhammer, 1999
- Johannsen, Friedrich

468: Alttestamentliches Arbeitsbuch für Religionspädagogen
Stuttgart [u. a.] : Kohlhammer, 1998
- Köhler, Thomas

469: Psychische Störungen : Symptomatologie, Erklärungsansätze, Therapie
Stuttgart : Kohlhammer, 2012
- Ehlers, Joachim

471: Die Kapetinger
Stuttgart [u. a.] : Kohlhammer, 2000
- Bleidick, Ulrich

472: Behinderung als pädagogische Aufgabe : Behinderungsbegriff und behindertenpädagogische Theorie
Stuttgart ; Berlin ; Köln : Kohlhammer, 1999
- Althoff, Gerd

473: Die Ottonen : Königsherrschaft ohne Staat
Stuttgart : Kohlhammer, 2013
- Althoff, Gerd

473: Die Ottonen : Königsherrschaft ohne Staat
Stuttgart : Kohlhammer, 2005
- Althoff, Gerd

473: Die Ottonen : Königsherrschaft ohne Staat
Stuttgart ; Berlin ; Köln : Kohlhammer, 2000
- Weber, Wolfgang

476: Geschichte der europäischen Universität
Stuttgart : Kohlhammer, 2002
- Kollmann, Bernd

477: Neutestamentliche Wundergeschichten : biblisch-theologische Zugänge und Impulse für die Praxis
Stuttgart : Kohlhammer, 2011
- Kollmann, Bernd

477: Neutestamentliche Wundergeschichten : biblisch-theologische Zugänge und Impulse für die Praxis
Stuttgart : Kohlhammer, 2007
- Kollmann, Bernd

477: Neutestamentliche Wundergeschichten : biblisch-theologische Zugänge und Impulse für die Praxis
Stuttgart ; Berlin ; Köln : Kohlhammer, 2002
- Zier, Johanna

479: Recht für Diplom-Psychologen : eine Einführung
Stuttgart : Kohlhammer, 2002
- Koller, Hans-Christoph

480 : Pädagogik - Erziehungswissenschaft: Grundbegriffe, Theorien und Methoden der Erziehungswissenschaft : eine Einführung
Stuttgart : Kohlhammer, 2014
- Koller, Hans-Christoph

480: Grundbegriffe, Theorien und Methoden der Erziehungswissenschaft : eine Einführung
Stuttgart : Kohlhammer, 2010
- Koller, Hans-Christoph

480: Grundbegriffe, Theorien und Methoden der Erziehungswissenschaft : eine Einführung
Stuttgart : Kohlhammer, 2008
- Koller, Hans-Christoph

480: Grundbegriffe, Theorien und Methoden der Erziehungswissenschaft : eine Einführung
Stuttgart : Kohlhammer, 2006
- Koller, Hans-Christoph

480: Grundbegriffe, Theorien und Methoden der Erziehungswissenschaft : eine Einführung
Stuttgart : Kohlhammer, 2004
- Rosenstiel, Lutz von; Molt, Walter [Autor]; Rüttinger, Bruno [Autor]

501 : Psychologie: Organisationspsychologie
Stuttgart [u. a.] : Kohlhammer, 1988
- Brandstätter, Hermann; Schuler, Heinz [Autor]; Stocker-Kreichgauer, Gisela V. [Autorin]

502: Psychologie der Person
Stuttgart [u. a.] : Kohlhammer, 1974
- Rahmeyer, Fritz

503: Pluralismus und rationale Wirtschaftspolitik
Stuttgart [u. a.] : Kohlhammer, 1974
- Rüttinger, Bruno; Rosenstiel, Lutz von [Autor]; Molt, Walter [Autor]

504: Motivation des wirtschaftlichen Verhaltens
Stuttgart [u. a.] : Kohlhammer, 1974
- Gebert, Diether ; Gawlik, Rainer [Mitarbeiter]; Herzig, Hans U. [Mitarbeiter]

506: Organisationsentwicklung : Probleme des geplanten organisatorischen Wandels
Stuttgart [u. a.] : Kohlhammer, 1974
- Neuberger, Oswald

507: Theorien der Arbeitszufriedenheit
Stuttgart ; Berlin ; Köln ; Mainz : Kohlhammer, 1974
- Neuberger, Oswald

508: Messung der Arbeitszufriedenheit : Verfahren und Ergebnisse
Stuttgart ; Berlin ; Köln ; Mainz : Kohlhammer, 1974
- Wingen, Max

509: Grundfragen der Bevölkerungspolitik
Stuttgart ; Berlin ; Köln ; Mainz : Kohlhammer, 1975
- Brandstätter, Hermann

510 : Psychologie: Sozialpsychologie : Psychologie sozialer Erfahrung
Stuttgart ; Berlin ; Köln ; Mainz : Kohlhammer, 1983
- Kirsch, Werner; Klein, Heinz K. [Autor]

515: Management-Informations-Systeme. 1, Wege zur Rationalisierung der Führung
Stuttgart ; Berlin ; Köln ; Mainz : Kohlhammer, 1977
- Addicks, Gerd; Bünning, Hans-Helmut [Autor]

523 : Sozioökonomie: Ökonomische Strategien der Entwicklungspolitik
Stuttgart ; Berlin ; Köln ; Mainz : Kohlhammer, 1979
- Lück, Helmut E.; Guski-Leinwand, Susanne [Autorin]

550: Geschichte der Psychologie : Strömungen, Schulen, Entwicklungen
Stuttgart : Kohlhammer, 2014
- Lück, Helmut E.

550: Geschichte der Psychologie : Strömungen, Schulen, Entwicklungen
Stuttgart : Kohlhammer, 2009
- Lück, Helmut E.

550: Geschichte der Psychologie : Strömungen, Schulen, Entwicklungen
Stuttgart [u. a.] : Kohlhammer, 1996
- Lück, Helmut E.

550: Geschichte der Psychologie : Strömungen, Schulen, Entwicklungen
Stuttgart [u. a.] : Kohlhammer, 1991
- Ulich, Dieter; Bösel, Rainer [Autor]

551: Einführung in die Psychologie
Stuttgart : Kohlhammer, 2005
- Ulich, Dieter

551: Einführung in die Psychologie
Stuttgart [u. a.] : Kohlhammer, 1993
- Ulich, Dieter

551: Einführung in die Psychologie
Stuttgart [u. a.] : Kohlhammer, 1989
- Selg, Herbert; Klapprott, Jürgen; Kamenz, Rudolf

552: Forschungsmethoden der Psychologie
Stuttgart ; Berlin ; Köln : Kohlhammer, 1992
- Vossel, Gerhard; Zimmer, Heinz [Autor]

553: Psychophysiologie
Stuttgart ; Berlin ; Köln : Kohlhammer, 1998
- Ulich, Dieter; Mayring, Philipp [Autor]

554: Psychologie der Emotionen
Stuttgart : Kohlhammer, 2003
- Ulich, Dieter; Mayring, Philipp [Autor]

554: Psychologie der Emotionen
Stuttgart [u. a.] : Kohlhammer, 1992
- Rheinberg, Falko; Vollmeyer, Regina [Autorin]

555 : Psychologie: Motivation
Stuttgart : Kohlhammer, 2012
- Rheinberg, Falko

555: Motivation
Stuttgart : Kohlhammer, 2008
- Rheinberg, Falko

555: Motivation
Stuttgart : Kohlhammer, 2006
- Rheinberg, Falko

555: Motivation
Stuttgart : Kohlhammer, 2004
- Rheinberg, Falko

555: Motivation
Stuttgart : Kohlhammer, 2002
- Rheinberg, Falko

555: Motivation
Stuttgart ; Berlin ; Köln : Kohlhammer, 1997
- Rheinberg, Falko

555: Motivation
Stuttgart ; Berlin ; Köln : Kohlhammer, 1995
- Guski, Rainer

556: Wahrnehmung : eine Einführung in die Psychologie der menschlichen Informationsaufnahme
Stuttgart ; Berlin ; Köln : Kohlhammer, 2000
- Guski, Rainer

556: Wahrnehmung : eine Einführung in die Psychologie der menschlichen Informationsaufnahme
Stuttgart [u. a.] : Kohlhammer, 1989
- Hussy, Walter

557: Denken und Problemlösen
Stuttgart ; Berlin ; Köln : Kohlhammer, 1998
- Hussy, Walter

557: Denken und Problemlösen
Stuttgart ; Berlin ; Köln : Kohlhammer, 1993
- Herrmann, Theo

558: Sprache verwenden : Funktionen - Evolution - Prozesse
Stuttgart : Kohlhammer, 2005
- Schermer, Franz J.

559: Grundriss der Psychologie 10, Lernen und Gedächtnis / Franz J. Schermer
Stuttgart : Kohlhammer, 2013
- Schermer, Franz J.

559: Lernen und Gedächtnis
Stuttgart : Kohlhammer, 2006
- Schermer, Franz J.

559: Lernen und Gedächtnis
Stuttgart ; Berlin ; Köln : Kohlhammer, 1998
- Schermer, Franz J.

559: Lernen und Gedächtnis
Stuttgart [u. a.] : Kohlhammer, 1991
- Laux, Lothar

560: Persönlichkeitspsychologie
Stuttgart : Kohlhammer, 2008
- Laux, Lothar

560: Persönlichkeitspsychologie
Stuttgart : Kohlhammer, 2003
- Trautner, Hanns Martin

561: Allgemeine Entwicklungspsychologie
Stuttgart : Kohlhammer, 2003
- Trautner, Hanns Martin

561: Allgemeine Entwicklungspsychologie
Stuttgart ; Berlin ; Köln : Kohlhammer, 1995
- Kienbaum, Jutta; Schuhrke, Bettina [Autorin]

562: Entwicklungspsychologie der Kindheit : von der Geburt bis zum 12. Lebensjahr
Stuttgart : Kohlhammer, 2010
- Kienbaum, Jutta ; Schuhrke, Bettina

562: Entwicklungspsychologie der Kindheit von der Geburt bis zum 12. Lebensjahr
Stuttgart : Kohlhammer Verlag, 2010
- Faltermaier, Toni

563: Entwicklungspsychologie des Erwachsenenalters
Stuttgart ; Berlin ; Köln : Kohlhammer, 2002
- Faltermaier, Toni

563: Entwicklungspsychologie des Erwachsenenalters
Stuttgart ; Berlin ; Köln : Kohlhammer, 1992
- Bierbrauer, Günter

564: Sozialpsychologie
Stuttgart : Kohlhammer, 2005
- Bierbrauer, Günter

564: Sozialpsychologie
Stuttgart [u. a.] : Kohlhammer, 1996
- Rentzsch, Katrin; Schütz, Astrid [Autorin]

565: Psychologische Diagnostik : Grundlagen und Anwendungsperspektiven
Stuttgart : Kohlhammer, 2009
- Rosenstiel, Lutz von; Molt, Walter [Autor]; Rüttinger, Bruno [Autor]

567: Organisationspsychologie
Stuttgart : Kohlhammer, 2005
- Rosenstiel, Lutz von; Molt, Walter [Autor]; Rüttinger, Bruno [Autor]

567: Organisationspsychologie
Stuttgart ; Berlin ; Köln : Kohlhammer, 1995
- Sieland, Bernhard

568: Klinische Psychologie. 1, Grundlagen
Stuttgart ; Berlin ; Köln : Kohlhammer, 1994
- Sieland, Bernhard

569: Klinische Psychologie. 2, Intervention
Stuttgart ; Berlin ; Köln : Kohlhammer, 1996
- Nolting, Hans-Peter; Paulus, Peter [Autor]

570: Pädagogische Psychologie
Stuttgart : Kohlhammer, 2004
- Nolting, Hans-Peter; Paulus, Peter [Autor]

570: Pädagogische Psychologie
Stuttgart ; Berlin ; Köln : Kohlhammer, 1996
- Nolting, Hans-Peter; Paulus, Peter [Autor]

570: Pädagogische Psychologie
Stuttgart [u. a.] : Kohlhammer, 1992
- Faltermaier, Toni

571: Gesundheitspsychologie
Stuttgart : Kohlhammer, 2005
- Neugebauer, Wolfgang

573: Die Hohenzollern. 1, Anfänge, Landesstaat und monarchische Autokratie bis 1740
Stuttgart ; Berlin ; Köln : Kohlhammer, 1996
- Neugebauer, Wolfgang

574: Die Hohenzollern. 2, Dynastie im säkularen Wandel : von 1740 bis in das 20. Jahrhundert
Stuttgart ; Berlin ; Köln : Kohlhammer, 2003
- Geuenich, Dieter

575: Geschichte der Alemannen
Stuttgart : Kohlhammer, 2005
- Geuenich, Dieter

575: Geschichte der Alemannen
Stuttgart [u. a.] : Kohlhammer, 1997
- Fries-Knoblach, Janine

576: Die Kelten : 3000 Jahre europäischer Kultur und Geschichte
Stuttgart : Kohlhammer, 2002
- Berg, Dieter

577: Die Anjou-Plantagenets : die englischen Könige im Europa des Mittelalters (1100 - 1400)
Stuttgart : Kohlhammer, 2003
- Nonn, Ulrich

579: Die Franken
Stuttgart : Kohlhammer, 2010
- Wolgast, Eike

580: Geschichte der Menschen- und Bürgerrechte
Stuttgart : Kohlhammer, 2009
- Nicklas, Thomas

583: Das Haus Sachsen-Coburg : Europas späte Dynastie
Stuttgart : Kohlhammer, 2003
- Kaiser, Reinhold

586: Die Burgunder
Stuttgart : Kohlhammer, 2004
- Treml, Alfred K.

588: Evolutionäre Pädagogik : eine Einführung
Stuttgart : Kohlhammer, 2004
- Baudisch, Winfried; Schulze, Marion; Wüllenweber, Ernst

590: Einführung in die Rehabilitationspädagogik
Stuttgart : Kohlhammer, 2004
- Ruß, Hans

591: Wissenschaftstheorie, Erkenntnistheorie und die Suche nach Wahrheit : eine Einführung
Stuttgart : Kohlhammer, 2004
- Holzfurtner, Ludwig

592: Die Wittelsbacher : Staat und Dynastie in acht Jahrhunderten
Stuttgart : Kohlhammer, 2005
- Creuzberger, Stefan

593: Stalin : Machtpolitiker und Ideologe
Stuttgart : Kohlhammer, 2009
- Schmitt, Oliver

594: Constantin der Grosse : (275 - 337); Leben und Herrschaft
Stuttgart : Kohlhammer, 2007
- Lilie, Ralph-Johannes

595: Byzanz und die Kreuzzüge
Stuttgart : Kohlhammer, 2004
- Eßer, Raingard

596: Die Tudors und die Stuarts : 1485 - 1714
Stuttgart : Kohlhammer, 2004
- Giese, Wolfgang

597: Die Goten
Stuttgart : Kohlhammer, 2004
- Springer, Matthias

598: Die Sachsen
Stuttgart : Kohlhammer, 2004
- Schmidt, Rainer F.

599: Otto von Bismarck (1815 - 1898) : Realpolitik und Revolution; eine Biographie
Stuttgart : Kohlhammer, 2004
- Treml, Alfred K. [Autor]

Band 600: Pädagogische Ideengeschichte : ein Überblick
Stuttgart : Verlag W. Kohlhammer, [2005]
- Weiers, Michael

603 : Geschichte/Kulturgeschichte/Politik: Geschichte der Mongolen
Stuttgart : Kohlhammer, 2004
- Pannenberg, Wolfhart

603 : T-Reihe: Grundlagen der Theologie : ein Diskurs
Stuttgart [u. a.] : Kohlhammer, 1974
- Sennlaub, Gerhard

604: Spaß beim Lesen lernen oder Leseerziehung?
Stuttgart : Kohlhammer, 2004
- Castritius, Helmut

605: Die Vandalen : Etappen einer Spurensuche
Stuttgart : Kohlhammer, 2007
- Kroeger, Matthias

605 : T-Reihe: Themenzentrierte Seelsorge : über die Kombination klientzentrierter und themenzentrierter Arbeit nach Carl R. Rogers und Ruth C. Cohn in der Theologie
Stuttgart [u. a.] : Kohlhammer, 1973
- Franz, Eckhart G.

606: Das Haus Hessen : eine europäische Familie
Stuttgart : Kohlhammer, 2005
- Schwarzmaier, Hansmartin

607 : Geschichte, Kulturgeschichte, Politik: Baden : Dynastie - Land - Staat
Stuttgart ; Berlin ; Köln : Kohlhammer, 2005
- Rad, Michael von [Herausgeber]; Achilles, Peter [Mitarbeiter]; Link, Christian

607 : T-Reihe: Anthropologie als Thema von psychosomatischer Medizin und Theologie
Stuttgart [u. a.] : Kohlhammer, 1974
- Asch, Ronald G.

608: Jakob I. : (1566 - 1625); König von England und Schottland; Herrscher des Friedens im Zeitalter der Religionskriege
Stuttgart : Kohlhammer, 2005
- Becker, Karl F.

608 : T-Reihe: Kirche und ältere Generation
Stuttgart ; Berlin ; Köln ; Mainz : Kohlhammer, 1978
- Mörke, Olaf

609: Wilhelm von Oranien : (1533 - 1584); Fürst und "Vater" der Republik
Stuttgart : Kohlhammer, 2007
- Taeger, Angela

610: Ludwig XVI. : (1754 - 1793); König von Frankreich
Stuttgart : Kohlhammer, 2006
- Will, Herbert

611: Psychoanalytische Kompetenzen : Standards und Ziele für die psychotherapeutische Ausbildung und Praxis
Stuttgart : Kohlhammer, 2010
- Gerspach, Manfred

613: Elementarpädagogik : eine Einführung
Stuttgart : Kohlhammer, 2006
- Alter, Peter

614: Winston Churchill (1874 - 1965) : Leben und Überleben
Stuttgart : Kohlhammer, 2006
- Dölemeyer, Barbara

615: Die Hugenotten
Stuttgart : Kohlhammer, 2006
- Plassmann, Alheydis

616: Die Normannen : erobern - herrschen - integrieren
Stuttgart : Kohlhammer, 2008
- Scholl, Hans

616 : T-Reihe: Reformation und Politik : politische Ethik bei Luther, Calvin und den Frühhugenotten
Stuttgart [u. a.] : Kohlhammer, 1976
- Lilie, Ralph-Johannes

617 : Geschichte, Kulturgeschichte, Politik: Einführung in die byzantinische Geschichte
Stuttgart : Kohlhammer, 2007
- Stoodt, Dieter; Arndt, Manfred [Herausgeber]

617 : T-Reihe: Religiöse Sozialisation
Stuttgart [u. a.] : Kohlhammer, 1975
- Houben, Hubert

618 : Geschichte, Kulturgeschichte, Politik: Kaiser Friedrich II. : (1194 - 1250); Herrscher, Mensch und Mythos
Stuttgart : Kohlhammer, 2008
- Stadelmann, Matthias

620: Die Romanovs
Stuttgart : Kohlhammer, 2008
- Groß, Reiner

621: Die Wettiner
Stuttgart : Kohlhammer, 2007
- Ayaß, Ruth

627 : Pädagogik, Erziehungswissenschaft: Kommunikation und Geschlecht : eine Einführung
Stuttgart : Kohlhammer, 2008
- Hellmich, Frank

628: Einführung in den Anfangsunterricht
Stuttgart : Kohlhammer, 2010
- Edelmayer, Friedrich

630: Philipp II. : Biographie eines Weltherrschers
Stuttgart : Kohlhammer, 2009
- Dörger, Hans Joachim; Lott, Jürgen [Autor]; Otto, Gert [Autor]

631 : T-Reihe: Einführung in die Religionspädagogik : ein Arbeitsbuch
Stuttgart [u. a.] : Kohlhammer, 1977
- Ewald, Günter [Herausgeber]; Dannemann, Ulrich

632 : T-Reihe: Religiöser Sozialismus
Stuttgart ; Berlin ; Köln ; Mainz : Kohlhammer, 1977
- Pratsch, Thomas

636 : Geschichte, Politikwissenschaft: Theodora von Byzanz : Kurtisane und Kaiserin
Stuttgart : Kohlhammer, 2011
- Fischer, Wolfram [Herausgeber]

636 : T-Reihe: Religionssoziologie als Wissenssoziologie
Stuttgart ; Berlin ; Köln ; Mainz : Kohlhammer, 1978
- Mokrosch, Reinhold

637 : T-Reihe: Das religiöse Gewissen : historische und sozialempirische Untersuchungen zum Problem einer (nach)reformatorischen religiösen Gewissensbildung bei 15- bis 19-Jährigen
Stuttgart [u. a.] : Kohlhammer, 1979
- Liesner, Andrea [Herausgeberin]; Lohmann, Ingrid [Herausgeberin]

638: Gesellschaftliche Bedingungen von Bildung und Erziehung : eine Einführung
Stuttgart : Kohlhammer, 2010
- Liesner, Andrea [Herausgeberin]

638: Gesellschaftliche Bedingungen von Bildung und Erziehung eine Einführung
Stuttgart : Kohlhammer, 2010
- Kołakowski, Leszek

638 : T-Reihe: Geist und Ungeist christlicher Traditionen
Stuttgart [u. a.] : Kohlhammer, 1971
- Schottroff, Luise; Stegemann, Wolfgang [Autor]

639: Jesus von Nazareth - Hoffnung der Armen
Stuttgart ; Berlin ; Köln : Kohlhammer, 1990
- Schottroff, Luise; Stegemann, Wolfgang [Autor]

639: Jesus von Nazareth - Hoffnung der Armen
Stuttgart ; Berlin ; Köln ; Mainz : Kohlhammer, 1981
- Casalis, Georges

640 : T-Reihe: Die richtigen Ideen fallen nicht vom Himmel : Grundlagen einer "induktiven Theologie"
Stuttgart ; Berlin ; Köln ; Mainz : Kohlhammer, 1980
- Lorenz, Einhart

641: Willy Brandt : Deutscher - Europäer - Weltbürger
Stuttgart : Kohlhammer, 2012
- Hartmann, Wilfried

643: Karl der Große
Stuttgart : Kohlhammer, 2010
- Treml, Alfred K.

644 : Pädagogik, Erziehungswissenschaft: Philosophische Pädagogik : die theoretischen Grundlagen der Erziehungswissenschaft
Stuttgart : Kohlhammer, 2010
- Bues, Almut

646 : Geschichte, Politikwissenschaft: Die Jagiellonen : Herrscher zwischen Ostsee und Adria
Stuttgart : Kohlhammer, 2010
- Fischer, Andreas

648: Karl Martell : der Beginn karolingischer Herrschaft
Stuttgart : Kohlhammer, 2012
- Aschoff, Hans-Georg

649: Die Welfen : von der Reformation bis 1918
Stuttgart : Kohlhammer, 2010
- Schöpfer, Hans

649 : T-Reihe: Lateinamerikanische Befreiungstheologie
Stuttgart [u. a.] : Kohlhammer, 1979
- Mokrosch, Reinhold; Schmidt, Hans P. [Autor]; Stoodt, Dieter [Autor]

650 : T-Reihe: Ethik und religiöse Erziehung : Thema Frieden
Stuttgart [u. a.] : Kohlhammer, 1980
- Lück, Wolfgang

653 : T-Reihe: Die Volkskirche : Kirchenverständnis als Norm kirchlichen Handelns
Stuttgart ; Berlin ; Köln ; Mainz : Kohlhammer, 1980
- Schirmer, Dietrich [Herausgeber]; Bartchy, S. Scott [Mitarbeiter]

655 : T-Reihe: Die Bibel als politisches Buch : Beiträge zu einer befreienden Christologie
Stuttgart ; Berlin ; Köln;Mainz : Kohlhammer, 1982
- Rothermund, Dietmar

656: Gandhi und Nehru : zwei Gesichter Indiens
Stuttgart : Kohlhammer, 2010
- Hahn, Peter-Michael

658: Friedrich II. von Preußen : Feldherr, Autokrat und Selbstdarsteller
Stuttgart : Kohlhammer, 2013
- Abel, Jürgen; Möller, Renate; Treumann, Klaus Peter

662: Einführung in die empirische Pädagogik
Stuttgart [u. a.] : Kohlhammer, 1998
- Diehm, Isabell; Radtke, Frank-Olaf [Autor]

663: Erziehung und Migration : eine Einführung
Stuttgart ; Berlin ; Köln : Kohlhammer, 1999
- Hof, Christiane

664: Lebenslanges Lernen : eine Einführung
Stuttgart : Kohlhammer, 2009
- Hof, Christiane

664: Grundriss der Pädagogik/Erziehungswissenschaft. Bd. 4, Lebenslanges Lernen : eine Einführung / Christiane Hof
Stuttgart : Kohlhammer, 2009
- Kade, Jochen; Nittel, Dieter [Autor]; Seitter, Wolfgang [Autor]

671: Einführung in die Erwachsenenbildung, Weiterbildung
Stuttgart : Kohlhammer, 2007
- Kade, Jochen; Nittel, Dieter [Autor]; Seitter, Wolfgang [Autor]

671: Einführung in die Erwachsenenbildung, Weiterbildung
Stuttgart ; Berlin ; Köln : Kohlhammer, 1999
- Edelmann, Doris; Schmidt, Joel [Autor]; Tippelt, Rudolf [Autor]

672: Einführung in die Bildungsforschung
Stuttgart : Kohlhammer, 2012
- Edelmann, Doris ; Schmidt, Joël; Tippelt, Rudolf

672: Einführung in die Bildungsforschung
Stuttgart : Kohlhammer, 2011
- Heimlich, Ulrich

673: Integrative Pädagogik : eine Einführung
Stuttgart : Kohlhammer, 2003
- Reichenbach, Roland

674: Philosophie der Bildung und Erziehung : eine Einführung
Stuttgart : Kohlhammer, 2007
- Nolda, Sigrid

675: Pädagogik und Medien : eine Einführung
Stuttgart : Kohlhammer, 2002
- Peez, Georg

676: Einführung in die Kunstpädagogik
Stuttgart : Kohlhammer Verlag, 2012
- Peez, Georg

676: Einführung in die Kunstpädagogik
Stuttgart : Kohlhammer, 2008
- Peez, Georg

676: Einführung in die Kunstpädagogik
Stuttgart : Kohlhammer, 2005
- Peez, Georg

676: Einführung in die Kunstpädagogik
Stuttgart : Kohlhammer, 2002
- Hamburger, Franz

677: Einführung in die Sozialpädagogik
Stuttgart : Kohlhammer, 2012
- Hamburger, Franz

677: Einführung in die Sozialpädagogik
Stuttgart : Kohlhammer, 2008
- Hamburger, Franz

677: Einführung in die Sozialpädagogik
Stuttgart : Kohlhammer, 2003
- Ecarius, Jutta

678: Generation, Erziehung und Bildung : eine Einführung
Stuttgart : Kohlhammer, 2008
- Schweitzer, Friedrich

679: Pädagogik und Religion : eine Einführung
Stuttgart : Kohlhammer, 2003
- Herzog, Walter

680: Pädagogik und Psychologie : eine Einführung
Stuttgart : Kohlhammer, 2005
- Zirfas, Jörg

681: Pädagogik und Anthropologie : eine Einführung
Stuttgart : Kohlhammer, 2004
- Richter, Ingo

683: Recht im Bildungssystem : eine Einführung
Stuttgart : Kohlhammer, 2006
- Wernet, Andreas

684: Hermeneutik - Kasuistik - Fallverstehen : eine Einführung
Stuttgart : Kohlhammer, 2006
- Prange, Klaus

685: Schlüsselwerke der Pädagogik. 1, Von Plato bis Hegel
Stuttgart : Kohlhammer, 2008
- Prange, Klaus

686: Schlüsselwerke der Pädagogik. Bd. 2, Von Fröbel bis Luhmann
Stuttgart : Kohlhammer, 2009
- Prange, Klaus

686: Schlüsselwerke der Pädagogik. 2, Von Fröbel bis Luhmann
Stuttgart : Kohlhammer, 2009
- Kuper, Harm

688: Evaluation im Bildungssystem : eine Einführung
Stuttgart : Kohlhammer, 2005
- Rendtorff, Barbara

690: Erziehung und Geschlecht : eine Einführung
Stuttgart : Kohlhammer, 2006
- Prange, Klaus; Strobel-Eisele, Gabriele [Autorin]

692: Die Formen des pädagogischen Handelns
Stuttgart : Kohlhammer, 2015
- Prange, Klaus; Strobel-Eisele, Gabriele [Autorin]

692: Die Formen des pädagogischen Handelns : eine Einführung
Stuttgart : Kohlhammer, 2006
- Adick, Christel

694: Vergleichende Erziehungswissenschaft : eine Einführung
Stuttgart : Kohlhammer, 2008
- Brake, Anna; Büchner, Peter [Autor]

700 : Pädagogik, Erziehungswissenschaft: Bildung und soziale Ungleichheit : eine Einführung
Stuttgart : Kohlhammer, 2012
- Steinwascher, Gerd

703 : Geschichte, Politikwissenschaft: Die Oldenburger : die Geschichte einer europäischen Dynastie
Stuttgart : Kohlhammer, 2011
- Clauss, Manfred

711: Der Pharao
Stuttgart : Kohlhammer, 2012
- Rhode, Roman

712: Fidel Castro
Stuttgart : Kohlhammer, 2014
- Militzer, Klaus

713 : Geschichte, Politikwissenschaft: Die Geschichte des Deutschen Ordens
Stuttgart : Kohlhammer, 2012
- Greitemeyer, Tobias

714 : Psychologie: Sozialpsychologie
Stuttgart : Kohlhammer, 2012
- Niebuhr-Siebert, Sandra; Baake, Heike [Autor] ; Hoppe, Henriette

717: Kinder mit Deutsch als Zweitsprache in der Grundschule eine Einführung
Stuttgart : Kohlhammer, 2014
- Vogler, Bernard

719: Geschichte des Elsass
Stuttgart : Kohlhammer, 2012
- Felfe, Jörg

720 : Psychologie: Arbeits- und Organisationspsychologie. 2, Führung und Personalentwicklung
Stuttgart : Kohlhammer, 2012
- Felfe, Jörg

720 : Psychologie: Arbeits- und Organisationspsychologie. 2, Führung und Personalentwicklung
Stuttgart : Kohlhammer, 2012
- Felfe, Jörg ; Felfe, Jörg

721 : Psychologie: Arbeits- und Organisationspsychologie. 1, Arbeitsgestaltung, Motivation und Gesundheit
Stuttgart : Kohlhammer, 2012
- Ehlert, Ulrike

722: Biopsychologie
Stuttgart : Kohlhammer, 2013
- Zippelius, Reinhold

723: Das Wesen des Rechts : eine Einführung in die Rechtstheorie
Stuttgart : Kohlhammer, 2012
- Trepte, Sabine; Reinecke, Leonard [Autor]

726: Grundriss der Psychologie. 27, Medienpsychologie / Sabine Trepte; Leonard Reinecke
Stuttgart : Kohlhammer, 2013
- Fischer, Klaus

733 : Geschichte, Politikwissenschaft: Galileo Galilei : Biographie seines Denkens
Stuttgart : Kohlhammer, 2015
- Köhler, Denis

734: Rechtspsychologie
Stuttgart : Kohlhammer, 2014
- Börm, Henning

735: Westrom : von Honorius bis Justinian
Stuttgart : Kohlhammer, 2013
- Berg, Dieter

736: Heinrich VIII. von England : Leben - Herrschaft - Wirkung
Stuttgart : Kohlhammer, 2013
- Soukup, Pavel

737 : Geschichte, Politikwissenschaft: Jan Hus
Stuttgart : Kohlhammer, 2014
- Collado Seidel, Carlos

739: Franco : General - Diktator - Mythos
Stuttgart : Kohlhammer, 2015
- Schmelz, Bernd

740: Die Inka : Geschichte und Kultur
Stuttgart : Kohlhammer, 2013
- Oberste, Jörg

744 : Geschichte, Politikwissenschaft: Die Zisterzienser
Stuttgart : Kohlhammer, 2014
- Blickle, Peter

747 : Geschichte, Politikwissenschaft: Die Reformation im Reich
Stuttgart : Kohlhammer, 2015
- Scholz, Sebastian [Autor]

Band 748: Die Merowinger
Stuttgart : Verlag W. Kohlhammer, 2015
- Wahl, Hans-Werner; Heyl, Vera [Autorin]

750: Gerontologie - Einführung und Geschichte
Stuttgart : Kohlhammer, 2004
- Martin, Mike; Kliegel, Matthias [Autor]

753: Psychologische Grundlagen der Gerontologie
Stuttgart : Kohlhammer, 2010
- Martin, Mike; Kliegel, Matthias [Autor]

753: Psychologische Grundlagen der Gerontologie
Stuttgart : Kohlhammer, 2008
- Martin, Mike; Kliegel, Matthias [Autor]

753: Psychologische Grundlagen der Gerontologie
Stuttgart : Kohlhammer, 2005
- Schulz-Nieswandt, Frank

755: Sozialpolitik und Alter
Stuttgart : Kohlhammer, 2006
- Tesch-Römer, Clemens

758: Soziale Beziehungen alter Menschen
Stuttgart : Kohlhammer, 2010
- Leipold, Bernhard ; Greve, Werner [Mitarbeiter]

759: Lebenslanges Lernen und Bildung im Alter
Stuttgart : Kohlhammer, 2012
- Heinze, Rolf G.; Naegele, Gerhard [Autor]; Schneiders, Katrin [Autorin]

761: Wirtschaftliche Potentiale des Alters
Stuttgart : Kohlhammer, 2011
- Werle, Jochen; Woll, Alexander [Autor]; Tittlbach, Susanne [Autorin]

762: Gesundheitsförderung : körperliche Aktivität und Leistungsfähigkeit im Alter
Stuttgart : Kohlhammer, 2006
- Weyerer, Siegfried

763: Epidemiologie körperlicher Erkrankungen und Einschränkungen im Alter
Stuttgart : Kohlhammer, 2008
- Bickel, Horst; Weyerer, Siegfried [Autor]

764: Epidemiologie psychischer Erkrankungen im höheren Lebensalter
Stuttgart : Kohlhammer, 2007
- Gunzelmann, Thomas; Oswald, Wolf D. [Autor]

765: Gerontologische Diagnostik und Assessment
Stuttgart : Kohlhammer, 2005
- Gutzmann, Hans; Zank, Susanne [Autorin]

767: Demenzielle Erkrankungen : medizinische und psychosoziale Interventionen
Stuttgart : Kohlhammer, 2005
- Dibelius, Olivia; Uzarewicz, Charlotte [Autorin]

768: Pflege von Menschen höherer Lebensalter
Stuttgart : Kohlhammer, 2006
- Zank, Susanne; Peters, Meinolf [Autor]; Wilz, Gabriele [Autorin]

769: Klinische Psychologie und Psychotherapie des Alters
Stuttgart : Kohlhammer, 2010
- Kruse, Andreas

771: Das letzte Lebensjahr : zur körperlichen, psychischen und sozialen Situation des alten Menschen am Ende seines Lebens
Stuttgart : Kohlhammer, 2007
- Helmchen, Hanfried; Kanowski, Siegfried [Autor]; Lauter, Hans [Autor]

772: Ethik in der Altersmedizin : mit einem Beitrag zur Pflegeethik
Stuttgart : Kohlhammer, 2006
- Eggers, Philipp

801: Erziehung und Gesellschaft heute
Stuttgart ; Berlin ; Köln ; Mainz : Kohlhammer, 1970
- Löwenthal, Richard

803: Der romantische Rückfall : Wege und Irrwege einer rückwärts gewendeten Revolution
Stuttgart : Kohlhammer, 1971
- Löwenthal, Richard

803: Romantischer Rückfall
Stuttgart [u. a.] : Kohlhammer, 1970
- Ferber, Christian von

804 : Reihe 80: Die Gewalt in der Politik : Auseinandersetzung mit Max Weber
Stuttgart ; Berlin ; Köln ; Mainz : Kohlhammer, 1970
- Fetscher, Iring

805 : Reihe 80: Die Demokratie : Grundfragen und Erscheinungsformen
Stuttgart ; Berlin ; Köln ; Mainz : Kohlhammer, 1970
- Lenk, Hans

807: Philosophie im technologischen Zeitalter
Stuttgart [u. a.] : Kohlhammer, 1971
- Naschold, Frieder

808 : Reihe 80: Wahlprognosen und Wählerverhalten in der BRD
Stuttgart [u. a.] : Kohlhammer, 1971
- Pross, Harry

809 : Reihe 80: Söhne der Kassandra : Versuch über deutsche Intellektuelle
Stuttgart ; Berlin ; Köln ; Mainz : Kohlhammer, 1971
- Stadter, Ernst

810 : Reihe 80: Evolution zur Freiheit
Stuttgart [u. a.] : Kohlhammer, 1971
- Menningen, Walter

811: Fernsehen - Unterhaltungsindustrie oder Bildungsinstitut
Stuttgart [u. a.] : Kohlhammer, 1971
- Steinbacher, Franz

812 : Reihe 80: Die Gesellschaft : Einführung in den Grundbegriff der Soziologie
Stuttgart ; Berlin ; Köln ; Mainz : Kohlhammer, 1971
- Senghaas, Dieter

813: Aggressivität und kollektive Gewalt
Stuttgart [u. a.] : Kohlhammer, 1972
- Denker, Rolf

814 : Reihe 80: Aufklärung über Aggression
Stuttgart ; Berlin ; Köln ; Mainz : Kohlhammer, 1975
- Röhrs, Hermann

815 : Reihe 80: Erziehung zum Frieden : ein Beitrag der Friedenspädagogik zur Friedensforschung
Stuttgart [u. a.] : Kohlhammer, 1971
- Kimmerle, Heinz

818 : Reihe 80: Die Bedeutung der Geisteswissenschaften für die Gesellschaft
Stuttgart ; Berlin ; Köln ; Mainz : Kohlhammer, 1971
- Grebing, Helga

819: Linksradikalismus gleich Rechtsradikalismus : eine falsche Gleichung
Stuttgart [u. a.] : Kohlhammer, 1973
- Grebing, Helga

819 : Reihe 80: Linksradikalismus gleich Rechtsradikalismus : eine falsche Gleichung
Stuttgart ; Berlin ; Köln ; Mainz : Kohlhammer, 1971
- Fetscher, Iring

820 : Reihe 80: Hegel, Größe und Grenzen
Stuttgart [u. a.] : Kohlhammer, 1971
- Lautmann, Rüdiger

821 : Reihe 80: Soziologie vor den Toren der Jurisprudenz : zur Kooperation der beiden Disziplinen
Stuttgart ; Berlin ; Köln ; Mainz : Kohlhammer, 1971
- Eppler, Erhard

822 : Reihe 80: Wenig Zeit für die Dritte Welt
Stuttgart [u. a.] : Kohlhammer, 1981
- Eppler, Erhard

822 : Reihe 80: Wenig Zeit für die Dritte Welt
Stuttgart [u. a.] : Kohlhammer, 1971
- Lenk, Kurt

824 : Reihe 80: Wie demokratisch ist der Parlamentarismus? : Grundpositionen einer Kontroverse
Stuttgart [u. a.] : Kohlhammer, 1972
- Leibholz, Gerhard

825 : Reihe 80: Verfassungsstaat, Verfassungsrecht
Stuttgart ; Berlin [u. a.] : Kohlhammer, 1973
- Lenk, Hans

826 : Reihe 80: Leistungssport: Ideologie oder Mythos? : zur Leistungskritik und Sportphilosophie
Stuttgart [u. a.] : Kohlhammer, 1974
- Schuster, Dieter

827 : Reihe 80: Die deutschen Gewerkschaften seit 1945
Stuttgart ; Berlin ; Köln ; Mainz : Kohlhammer, 1973
- Johansson, Monica; Johansson, Anders; Bracher, Ulrich

829: Psychologie und Praxis : eine marxistische Kritik; aus dem Dän., Norweg. u. Schwed. übers.
Stuttgart [u. a.] : Kohlhammer, 1972
- Rössner, Lutz

830 : Reihe 80: Erziehungswissenschaft und Kritische Paedagogik
Stuttgart [u. a.] : Kohlhammer, 1974
- Ahlberg, René

834: Ursachen der Revolte : Analyse des studentischen Protestes
Stuttgart [u. a.] : Kohlhammer, 1972
- Senghaas, Dieter

835 : Reihe 80: Aufrüstung durch Rüstungskontrolle : über den symbolischen Gebrauch von Politik
Stuttgart [u. a.] : Kohlhammer, 1972
- Fetscher, Iring

836: Demokratie zwischen Sozialdemokratie und Sozialismus
Stuttgart [u. a.] : Kohlhammer, 1975
- Jäger, Wolfgang

837: Öffentlichkeit und Parlamentarismus : eine Kritik an Jürgen Habermas
Stuttgart ; Berlin ; Köln ; Mainz : Kohlhammer, 1973
- Kob, Janpeter

838 : Reihe 80: Soziologische Theorie der Erziehung
Stuttgart [u. a.] : Kohlhammer, 1976
- Schumacher, Kurt

839 : Reihe 80: Der Kampf um den Staatsgedanken in der deutschen Sozialdemokratie
Stuttgart [u. a.] : Kohlhammer, 1973
- Matzke, Otto; Priebe, Hermann

840 : Reihe 80: Entwicklungspolitik ohne Illusionen : Mobilisierung der Eigenkräfte
Stuttgart [u. a.] : Kohlhammer, 1973
- Oberndörfer, Dieter; Jäger, Wolfgang [Autor]; Schwan, Alexander [Autor]

841 : Reihe 80: Marx - Lenin - Mao : Revolution und neue Gesellschaft
Stuttgart ; Berlin ; Köln ; Mainz : Kohlhammer, 1975
- Kodalle, Klaus-Michael

842 : Reihe 80: Politik als Macht und Mythos : Carl Schmitts "Politische Theologie"
Stuttgart ; Berlin ; Köln ; Mainz [u. a.] : Kohlhammer, 1973
- Krallmann, Dieter; Soeffner, Hans-Georg [Autor]

844 : Reihe 80: Gesellschaft und Information : Untersuchung zu zeichengebundenen Interaktionsprozessen und Kommunikationsstrukturen in sozialen Systemen
Stuttgart [u. a.] : Kohlhammer, 1973
- Tudyka, Kurt P.

845: Kritische Politikwissenschaft
Stuttgart [u. a.] : Kohlhammer, 1973
- Groh, Dieter

846 : Reihe 80: Kritische Geschichtswissenschaft in emanzipatorischer Absicht : Überlegungen zur Geschichtswissenschaft als Sozialwissenschaft
Stuttgart [u. a.] : Kohlhammer, 1973
- Köllner, Lutz

847 : Reihe 80: Wirtschaftswissenschaft versus politische Ökonomie
Stuttgart ; Berlin ; Köln ; Mainz : Kohlhammer, 1973
- Bosse, Hans; Hamburger, Franz [Autor]

848 : Reihe 80: Friedenspädagogik und Dritte Welt : Voraussetzungen einer Didaktik des Konflikts
Stuttgart [u. a.] : Kohlhammer, 1973
- Koch, Traugott; Kodalle, Klaus-Michael [Autor]; Schweppenhäuser, Hermann [Autor]

850: Negative Dialektik und die Idee der Versoehnung : eine Kontroverse über Theodor W. Adorno
Stuttgart ; Berlin ; Köln ; Mainz : Kohlhammer, 1973
- Ahlberg, René

852 : Reihe 80: Die sozialistische Bürokratie : marxistische Kritik am etablierten Sozialismus
Stuttgart ; Berlin ; Köln ; Mainz : Kohlhammer, 1976
- Denker, Rolf

853: Angst und Aggression
Stuttgart [u. a.] : Kohlhammer, 1974
- Grebing, Helga

854 : Reihe 80: Aktuelle Theorien über Faschismus und Konservatismus : eine Kritik
Stuttgart [u. a.] : Kohlhammer, 1974
- Schwan, Gesine

855 : Reihe 80: Die Gesellschaftskritik von Karl Marx : politökonomische und philosophische Voraussetzungen
Stuttgart ; Berlin ; Köln ; Mainz : Kohlhammer, 1974
- Skuhra, Anselm

856 : Reihe 80: Max Horkheimer : eine Einführung in sein Denken
Stuttgart ; Berlin ; Köln ; Mainz : Kohlhammer, 1974
- Guggenberger, Bernd

857 : Reihe 80: Wem nützt der Staat? : Kritik der neomarxistischen Staatstheorie
Stuttgart ; Berlin ; Köln ; Mainz : Kohlhammer, 1974
- Mecklenburg, Norbert; Müller, Harro [Autor]

859 : Reihe 80: Erkenntnisinteresse und Literaturwissenschaft
Stuttgart ; Berlin ; Köln ; Mainz : Kohlhammer, 1974
- Ahlberg, René

861 : Reihe 80: Das Proletariat : die Perspektiven der Arbeiterklasse in der Industriegesellschaft
Stuttgart ; Berlin ; Köln ; Mainz : Kohlhammer, 1974
- Feil, Hans-Dieter

862 : Reihe 80: Erziehungswissenschaft zwischen Empirie und Normativität
Stuttgart : Kohlhammer, 1974
- Gudrich, Hannelore; Fett, Stefan [ Autoren ]

863 : Reihe 80: Die pluralistische Gesellschaftstheorie : Grundpositionen u. Kritik
Stuttgart [u. a.] : Kohlhammer, 1974
- Pross, Harry

866 : Reihe 80: Politische Symbolik : Theorie und Praxis der öffentlichen Kommunikation
Stuttgart [u. a.] : Kohlhammer, 1974
- Kofler, Leo

868 : Reihe 80: Soziologie des Ideologischen
Stuttgart ; Berlin ; Köln ; Mainz : Kohlhammer, 1975
- Lehmbruch, Gerhard

873 : Reihe 80: Parteienwettbewerb im Bundesstaat
Stuttgart [u. a.] : Kohlhammer, 1976
- Lenk, Hans

874: Sozialphilosophie des Leistungshandelns : die humanisierte Leistungsprinzip in Produktion und Sport
Stuttgart [u. a.] : Kohlhammer, 1976